# Nintendo 3DS
Nintendo 3DS là một máy chơi trò chơi điện tử cầm tay, do Nintendo phát triển và chế tạo. Máy công bố tháng 3 năm 2010 và chính thức ra mắt tại E3 2010 với tư cách là kế nhiệm Nintendo DS. Máy có tính năng tương thích ngược với các trò chơi cũ trên Nintendo DS. Nintendo 3DS là máy chơi trò chơi điện tử thế hệ thứ tám, đối thủ cạnh tranh chính của nó là PlayStation Vita của Sony.
Tính năng nổi bật nhất của thiết bị cầm tay này là khả năng hiển thị hiệu ứng 3D lập thể mà không cần sử dụng kính 3D hoặc phụ kiện hỗ trợ, đồng thời cung cấp các tính năng mới như chế độ StreetPass và SpotPass, do Nintendo Network cung cấp; khả năng tăng cường thực tế ảnh 3D bằng máy ảnh 3D của máy; và Virtual Console là nơi người chơi tải và chơi các trò chơi ban đầu phát hành trên các hệ máy cũ hơn. Máy cũng có sẵn các ứng dụng khác nhau bao gồm Nintendo eShop là một cửa hàng phân phối trực tuyến là; Miiverse là một dịch vụ mạng xã hội (ngừng hoạt động năm 2017); trình duyệt Internet Browser; các dịch vụ video trực tuyến Netflix, Hulu Plus; YouTube và Nintendo Video; một ứng dụng nhắn tin là Swapnote (còn gọi là Nintendo Letter Box ở Châu Âu và Úc); và Mii Maker.
Nintendo 3DS phát hành tại Nhật Bản ngày 26 tháng 2 năm 2011, và ra toàn thế giới tháng 3 năm 2011. Chưa đầy sáu tháng sau, tức là ngày 28 tháng 7 năm 2011, Nintendo thông báo giảm giá tối đa, từ 249 đô la Mỹ xuống còn 169 đô la Mỹ trong bối cảnh doanh số bán hàng ra mắt gây thất vọng. Công ty đã cung cấp mười trò Nintendo Entertainment System miễn phí và mười trò Game Boy Advance miễn phí trên Nintendo eShop cho những người đã mua máy với giá khởi điểm. Chiến lược này được coi là một thành công lớn, và máy ngay lập tức trở thành một trong những máy game cầm tay thành công nhất của Nintendo trong hai năm đầu tiên phát hành. Tính đến  ngày 31 tháng 3 năm 2021, dòng Nintendo 3DS kết hợp lại đã bán ra 75,77 triệu máy và các trò chơi dành cho hệ máy này đã bán được 383,1 triệu.
3DS có nhiều bản thiết kế lại trong suốt vòng đời của nó. Nintendo 3DS XL, một phiên bản lớn hơn, lần đầu tiên phát hành tại Nhật Bản và Châu Âu tháng 7 năm 2012, có màn hình lớn hơn 90%. Phiên bản "cấp thấp" của máy, Nintendo 2DS, với hình dạng "nguyên khối" cố định và không có chức năng hiển thị 3D, đã phát hành tại các thị trường phương Tây tháng 10 năm 2013. New Nintendo 3DS có CPU mạnh hơn, một thanh analog thứ hai gọi là C-Stick, các nút bổ sung, một camera cải tiến và những thay đổi khác, phát hành lần đầu tiên tại Nhật Bản tháng 10 năm 2014.
Dòng 3DS chính thức ngừng hoạt động tháng 9 năm 2020: Nintendo eShop và Nintendo Network vẫn hoạt động ở hầu hết các khu vực. Mặc dù 3DS được coi là dòng máy game cầm tay bán chạy nhất do Nintendo sản xuất, chủ yếu là do việc áp dụng nhiều thiết bị thông minh, nhưng nó thường bị đánh giá là chỉ tạm gọi là thành công, nhiều trò chơi được giới phê bình đánh giá cao giúp nó duy trì tính cạnh tranh và giúp Nintendo duy trì sự thống trị trong ngành khi gặp thất bại về mặt thương mại của Wii U.

## Lịch sử

### Bối cảnh
Nintendo bắt đầu nghiên cứu về công nghệ trò chơi 3D lập thể vào thập niên 1980. Hệ thống Famicom 3D, một phụ kiện gồm màn trập thủy tinh lỏng, là sản phẩm đầu tiên của Nintendo có thể tạo ra hiệu ứng 3D lập thể. Mặc dù phát hành không nhiều game, nhưng Nintendo đã giúp thiết kế một cái - gọi là Famicom Grand Prix II: 3D Hot Rally - do Nintendo và HAL Laboratory đồng phát triển và phát hành năm 1988. Famicom 3D thất bại trong việc thu hút thị trường và chưa bao giờ phát hành ra ngoài Nhật Bản.
Thành công tạm thứ hai của quá trình phát triển 3D là Virtual Boy, do Yokoi Gunpei thiết kế. Ông là người sáng tạo ra máy chơi game cầm tay Game Boy và dòng Metroid nổi tiếng. Virtual Boy là một máy chơi game cầm tay bao gồm kính bảo hộ và tay cầm sử dụng đĩa quay để đạt được đầy đủ hiệu ứng 3D lập thể đơn sắc. Phát hành năm 1995, Virtual Boy chỉ bán được ít hơn một triệu cái, chỉ có 22 trò chơi tương thích, và bị coi là thất bại về mặt thương mại. Miyamoto Shigeru, nổi tiếng với những loạt trò chơi được ưa chuộng như Mario và The Legend of Zelda, nhận xét trong một cuộc phỏng vấn năm 2011 rằng ông cảm thấy mâu thuẫn với quyết định của Yokoi về việc sử dụng các mô hình dạng khung cho 3D và cho rằng sản phẩm có thể không được quảng bá chính xác. Sự thất bại của Virtual Boy đã khiến nhiều người ở Nintendo nghi ngờ khả năng tồn tại của trò chơi 3D. 
Mặc dù vậy, Nintendo vẫn tiếp tục điều tra việc kết hợp công nghệ 3D vào các sản phẩm sau này. GameCube, phát hành năm 2001, cũng có khả năng hiển thị 3D lập thể thực với một màn hình LCD, mặc dù chỉ có Luigi Mansion tương thích với nó. Do công nghệ ngoại vi vào thời điểm đó rất đắt tiền, chức năng 3D của GameCube chưa bao giờ được công khai đưa ra thị trường. Nintendo sau đó thử nghiệm với một màn hình LCD 3D trong quá trình phát triển Game Boy Advance SP, nhưng ý tưởng này đã bị xếp lại sau khi không đạt được kết quả khả quan. Một nỗ lực khác là áp dụng điều hướng ảo vào Nintendo DS tại Shigureden, một viện bảo tàng tương tác ở Nhật Bản. Chủ tịch Nintendo là Yamauchi Hiroshi khuyến khích tất cả nên nỗ lực nghiên cứu để sử dụng công nghệ 3D bổ sung trong triển lãm. Mặc dù dự án đã bị bác bỏ, Nintendo đã thu thập các nghiên cứu có giá trị mà sau này sẽ hỗ trợ cho quá trình phát triển Nintendo 3DS.

### Phát triển
Đồn thổi về hệ máy game cầm tay kế thừa Nintendo DS bắt đầu nổi lên từ cuối năm 2009. Vào thời điểm đó, Nintendo đã nắm giữ 68.3% thị trường máy chơi trò chơi cầm tay. Tháng 10 năm 2009, hãng tin công nghệ Bright Side of News cho biết Nvidia, một hãng sản xuất chip đồ họa (GPU) vừa mới phát triển bộ vi xử lý dựa trên Chip là Tegra mà Nintendo đã lựa chọn để phát triển phần cứng cho thế hệ máy chơi game thế hệ tiếp theo. Cuối tháng đó, khi nói đến tương lai của các máy chơi game cầm tay của Nintendo, chủ tịch Iwata Satoru đã đề cập rằng mặc dù kết nối băng thông rộng di động rất thuận tiện nhưng "không phù hợp với khách hàng của Nintendo", ông cũng quan tâm đến các lựa chọn khác như Whispernet của Amazon trên Amazon Kindle, cung cấp kết nối không dây miễn phí cho khách hàng, với mục đích duy nhất là duyệt và mua nội dung từ Kindle Store.
Nintendo bày tỏ sự quan tâm về khả năng cảm nhận-chuyển động kể từ khi phát triển Nintendo DS nguyên bản, và một lời bình luận được cho là của Iwata Satoru từ cuộc phỏng vấn năm 2010 với Asahi Shimbun ngụ ý rằng sản phẩm kế nhiệm Nintendo DS sẽ tích hợp cảm biến chuyển động. Lời tuyên bố này đã dẫn đến cuộc tranh luận nhỏ giữa công chúng và Nintendo về tính chính xác của nó.
Tháng 2 năm 2010, một trang web trò chơi điện tử tên là Computer and Video Games báo cáo một số những nhà phát triển người Nhật đã nhận bộ phát triển phần mềm cho hệ máy kế thừa Nintendo DS, và ưu tiên đặc biệt là The Pokémon Company. Theo tin nội bộ của một xưởng phát triển bên thứ ba không xác định, phần cứng có tính năng tương tự như iPhone, nhưng làm được nhiều thứ hơn.

### Công bố
Ngày 23 tháng 3 năm 2010, Nintendo chính thức công bố máy chơi trò chơi cầm tay Nintendo 3DS, kế thừa Dòng Nintendo DS. Theo các nhà phân tích chuyên ngành thì ngay từ thời điểm Nintendo bắt đầu công bố, đã ngay lập tức thu hút sự chú ý vì công ty chỉ mới vừa ra mắt Nintendo DSi XL, có khả năng đây là động thái nhằm ngăn chặn rò rỉ tin tức sản phẩm của báo chí Nhật Bản. Tháng 4 năm 2010, một ảnh chụp bản dựng cho thấy các thành phần bên trong của 3DS đã được Mitsumi công bố trong hồ sơ của Ủy ban Truyền thông Liên bang Mỹ (FCC). Phân tích về hình ảnh cho thấy có khả năng là hàng thật vì máy có các thành phần được sử dụng trong dòng Nintendo DS cùng với các tính năng chưa công bố của 3DS như màn hình ở trên 5:3 và một cần điều khiển tương tự như hệ máy PlayStation Portable của Sony.
Tháng 6 năm 2010, trang web trò chơi điện tử IGN đã báo cáo "ngay lúc này đây, một số nhà phát triển đã trải nghiệm 3DS", hệ máy này sở hữu sức mạnh xử lý "vượt xa Nintendo Wii" và với trình tạo bóng 3D, họ có thể tạo ra trò chơi "nhìn gần ngang với hình ảnh của trò chơi trên Xbox 360 và PlayStation 3". IGN cũng trích dẫn "một số nguồn của nhà phát triển" nói rằng hệ máy này không sử dụng chipset di động Nvidia Tegra.

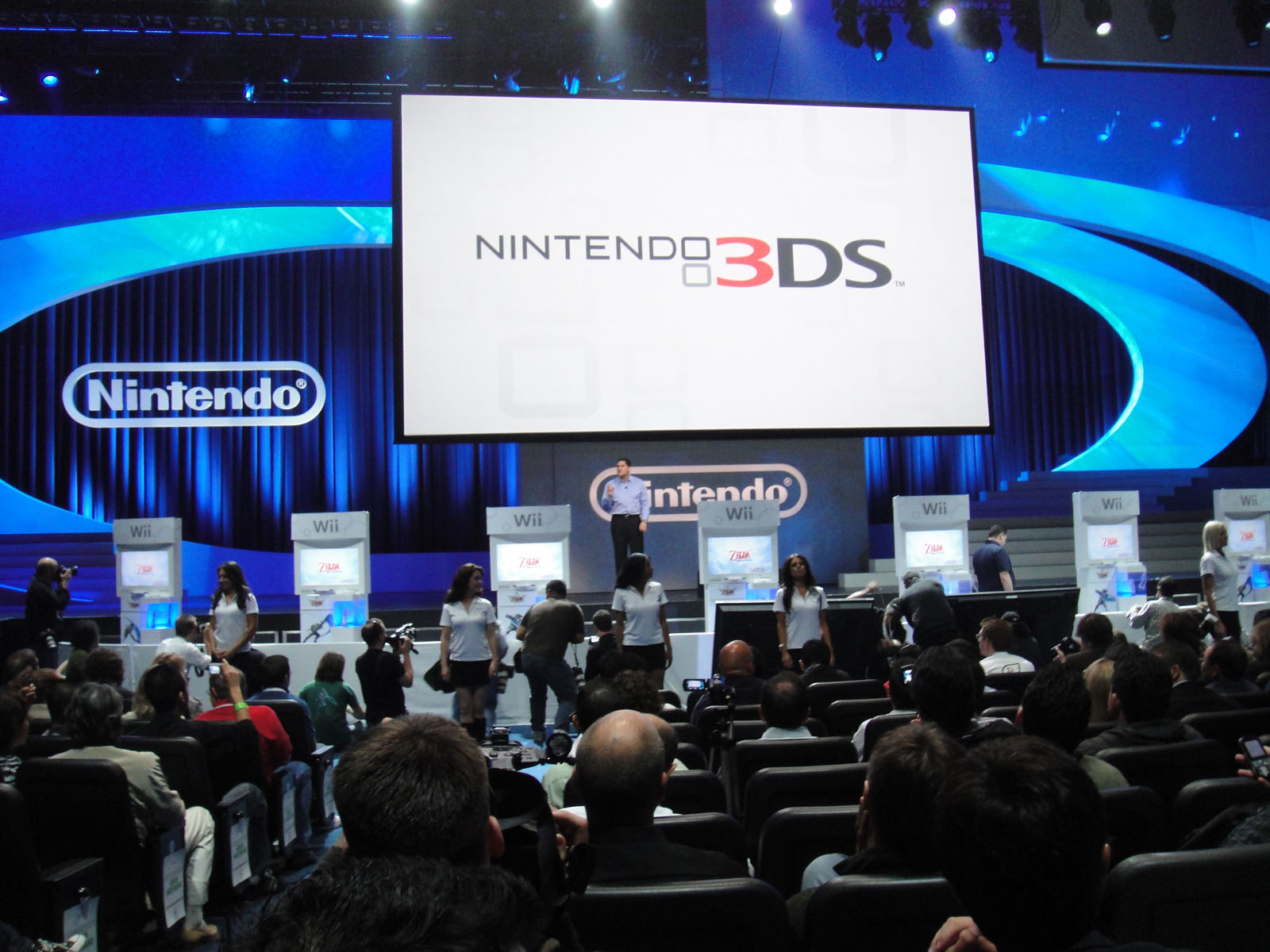
Nintendo 3DS ra mắt TẠI E3 2010 bao gồm những bước phức tạp với các bộ chuyển động.

Nintendo 3DS chính thức được tiết lộ tại E3 2010 của Nintendo ngày 15 tháng 6 năm 2010. Trò chơi đầu tiên là Kid Icarus: Uprising, cũng như công bố một số tựa game khác từ các bên thứ ba như Square Enix với Kingdom Hearts và Final Fantasy, Konami với Metal Gear Solid 3: Snake Eater 3D, Warner Bros. Interactive với Batman, Ubisoft với Assassin's Creed: Lost Legacy, Capcom với Resident Evil: Revelations và Super Street Fighter IV: 3D Edition, và Activision với DJ Hero. Các game khác của Nintendo được công bố sau hội nghị, chẳng hạn như Mario Kart 7, Animal Crossing: New Leaf, và bản làm lại của Star Fox 64 và The Legend of Zelda: Ocarina of Time. Nintendo cũng giới thiệu các đoạn phim quảng cáo 3D của How to Train Your Dragon của DreamWorks, Legend of the Guardians: The Owls of Ga'Hoole của Warner Bros và Tangled của Disney trên 3DS. Thiết kế 3DS tại E3 gần như là bản cuối cùng, nhưng có một chút thay đổi nhỏ.
Ngày 29 tháng 9 năm 2010, Nintendo công bố ngày phát hành Nintendo 3DS tại Nhật Bản là ngày 26 tháng 2 năm 2011. Ngoài ra còn công bố một số tính năng bổ sung: bao gồm Mii Maker (tương tự Mii Channel trên Wii), Virtual Console (gồm Game Boy và Game Boy Color), 3D Classics, một cái đế để sạc pin cho máy, đa nhiệm, một số trò chơi thực tế tăng cường, thẻ SD 2 GB đi kèm và lưu trữ dữ liệu trò chơi, cũng như những cái tên cuối cùng cho các chế độ gắn thẻ 3DS, StreetPass và SpotPass đi song hành. Nintendo tiết lộ thêm hệ máy này sẽ ra mắt với hai màu, Aqua Blue và Cosmos Black, và giá ra mắt tại Nhật Bản sẽ là ¥ 25,000. Thiết kế vật lý cuối cùng cũng được tiết lộ tại sự kiện này.

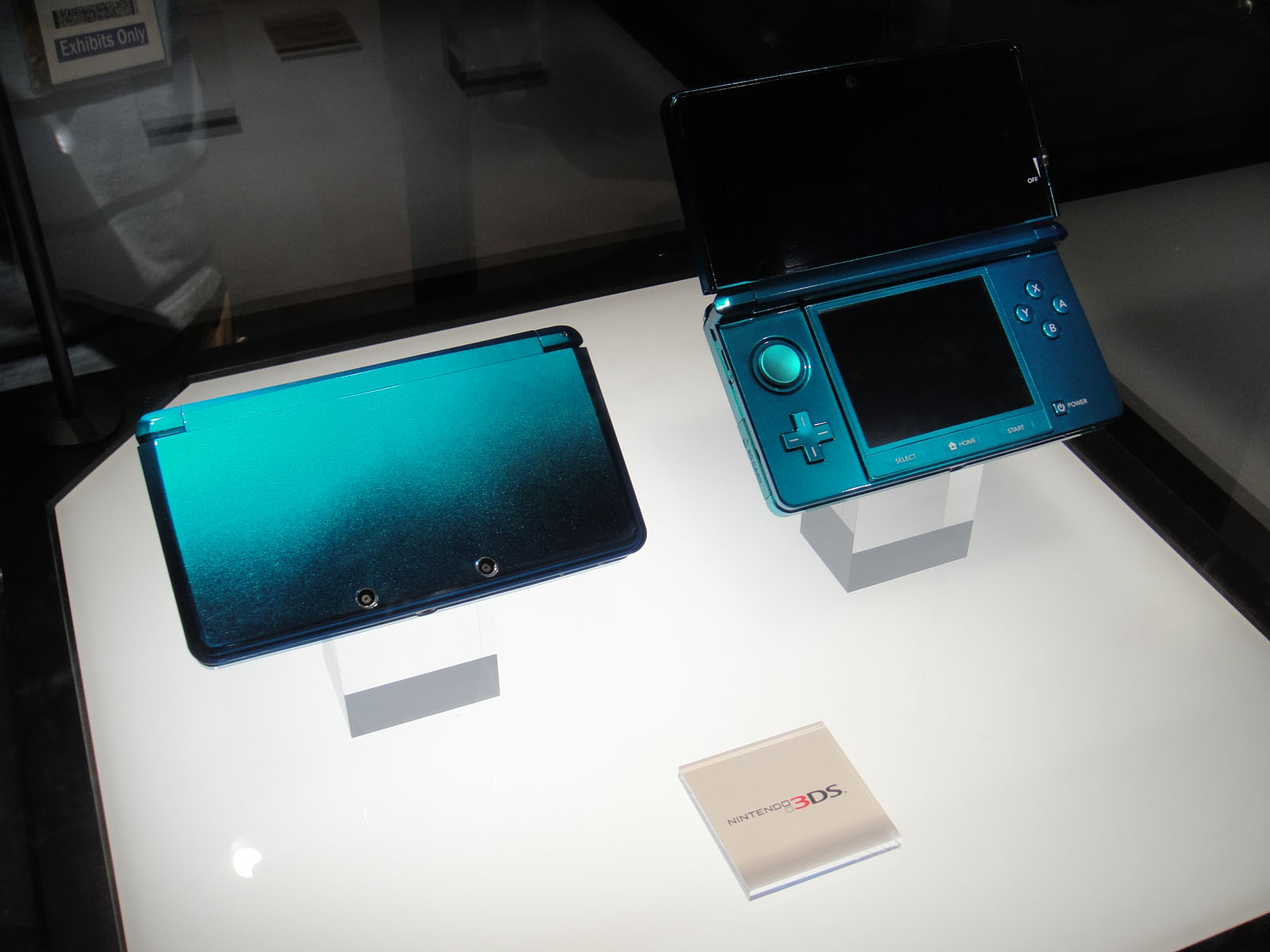
Một máy Nintendo 3DS nguyên mẫu màu Aqua Blue trưng bày tại E3 2010, miếng đệm hình tròn ban đầu trùng với màu máy.

### Những sự kiện trước ngày phát hành
Ngày 19 tháng 1 năm 2011, Nintendo đã tổ chức hai cuộc họp báo đồng thời ở Amsterdam và New York, tiết lộ tất cả các tính năng của Nintendo 3DS. Tại Bắc Mỹ, ngày phát hành được xác nhận là ngày 27 tháng 3 năm 2011 với giá bán lẻ là $249,99. Tại châu Âu, ngày phát hành được công bố là ngày 25 tháng 3 năm 2011, Nintendo nói giá cả sẽ tùy thuộc vào các nhà bán lẻ. Hầu hết các nhà bán lẻ đã định giá thiết bị cầm tay trong khoảng từ £219,99 đến £229,99, mặc dù một số nhà bán lẻ, chẳng hạn như Amazon, đã hạ giá sau thông báo của Sony về kế nhiệm của PSP ra mắt ngày 26 tháng 1 năm 2011, với một số nhà bán lẻ định giá thiết bị cầm tay ở mức khoảng £200 vào tháng 2.
Tháng 2 năm 2011, Nintendo tổ chức bốn sự kiện tại Anh có tên là "Tin vào đôi mắt bạn". Ngày 5 và 6 tháng 2 diễn ra các sự kiện đồng thời ở London và Manchester, trong khi ngày 12 và 13 diễn ra sự kiện ở Glasgow và Bristol. Lời mời tham gia các sự kiện được ưu tiên cho các thành viên Club Nintendo, sau đó đến các thành viên cộng đồng thông qua mẫu đăng ký trực tuyến. Khách sẽ được xem hai buổi trình diễn ngắn và đoạn giới thiệu, sau đó dành thời gian để lựa chọn chơi một game trên máy 3DS. Những người tham dự sau đó sẽ vào phòng thứ hai, nơi có các game khác (chủ yếu là game tăng cường 3D dựa trên thực tế ảo) và các video chiếu bên trong thiết bị.
Tháng 3 cùng năm, Nintendo tổ chức một vài sự kiện ở Úc tại một số cửa hàng Westfield để mọi người dùng thử máy, với những bản chơi thử có sẵn.

### Ra mắt
Nintendo 3DS ra mắt tại Nhật Bản ngày 26 tháng 2 năm 2011, với giá 25.000 Yên. Ngày 25 tháng 3 năm 2011, máy ra mắt tại Châu Âu, với giá bán phụ thuộc vào các nhà bán lẻ. Ngày 27 tháng 3 năm 2011, Nintendo 3DS ra mắt tại Bắc Mỹ, có giá US $249,99. Ngày 31 tháng 3 năm 2011, máy ra mắt tại Úc và New Zealand với giá 349,95 đô la Úc. Hệ máy ban đầu ra mắt ở tất cả các khu vực với cả hai biến thể màu Aqua Blue và Cosmo Black.
Ngày 28 tháng 7 năm 2011, Nintendo tuyên bố Nintendo 3DS sẽ giảm gần một phần ba giá bán ban đầu, từ $249,99 xuống $169,99 ở Bắc Mỹ, 25,000¥ tới 15,000¥ tại Nhật Bản và $349,95 đến $249,95 ở Úc. Mặc dù ở châu Âu, giá cả phụ thuộc vào các nhà bán lẻ, hệ máy cũng được giảm giá đáng kể. Với nỗ lực bù đắp cho những người đã mua giá gốc, công ty đã giới thiệu Nintendo 3DS Ambassador Program, qua đó chủ sở hữu 3DS đủ điều kiện (rằng họ phải truy cập Nintendo eShop ít nhất một lần trước ngày 21 tháng 8) có thể tải xuống miễn phí mười trò chơi Nintendo Entertainment System và mười trò chơi Game Boy Advance. Nintendo tuyên bố các game của NES Ambassador sẽ được phát hành thêm trong tương lai trên Nintendo eShop, nhưng không có kế hoạch tương tự cho các tựa Game Boy Advance Ambassador. Mười trò NES đã phát hành ở Bắc Mỹ ngày 31 tháng 8 và tại Châu Âu ngày 1 tháng 9 năm 2011. Bao gồm: Balloon Fight, Donkey Kong Jr., Ice Climber, Metroid, NES Open Tourathon Golf, Super Mario Bros., The Legend of Zelda, Wrecking crew, Yoshi (Bắc Mỹ) / Mario & Yoshi (Châu Âu & Úc) và Zelda II: The Adventure of Link. Mười trò Game Boy Advance đã phát hành tại Bắc Mỹ ngày 16 tháng 12 năm 2011. Bao gồm: F-Zero: Maximum Velocity, Fire Emblem: The Sacred Stones, Kirby & The Amazing Mirror, Mario Kart: Super Circuit, Mario vs. Donkey Kong, Metroid Fusion, Super Mario Advance 3: Yoshi's Island, The Legend of Zelda: The Minish Cap, Wario Land 4, và WarioWare, Inc.: Mega Microgames!
Ngày 28 tháng 4 năm 2012, Nintendo 3DS ra mắt tại Hàn Quốc, với các biến thể màu Cosmos Black, Misty Pink và Cobalt Blue. Ngày 28 tháng 9 năm 2012, máy ra mắt tại hai khu vực khác là Hồng Kông và Đài Loan với màu Cerulean Blue và Shimmer Pink.

### Phiên bản lớn hơn

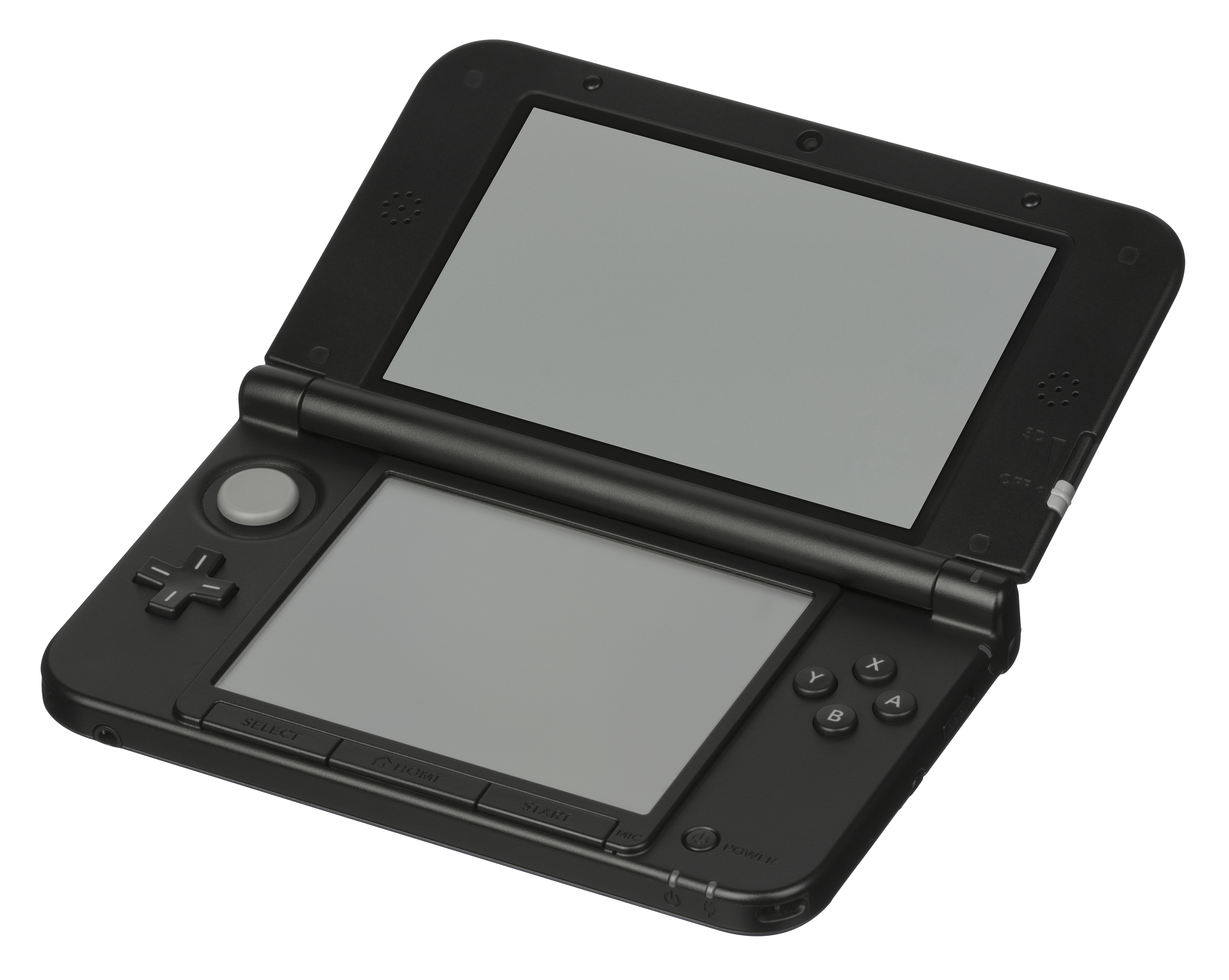
Một máy Nintendo 3DS XL khi mở

Tin đồn về phiên bản Nintendo 3DS lớn hơn  xuất hiện trong tháng 6 năm 2012, khi thời báo Nhật Bản Nikkei đã viết một bài báo nói rằng hệ máy ban đầu đã lên kế hoạch để công bố vào E3 2012. Tuy nhiên, Nintendo trả lời rằng những tin đồn này là sai và bài báo "toàn bộ là suy đoán", nhưng không có thêm ý kiến gì. Cuối cùng, ngày 21 tháng 6 năm 2012, máy được công bố trong một bài thuyết trình Nintendo Direct. Với màn hình lớn hơn 90% so với Nintendo 3DS gốc, được thiết lập để khởi chạy trên tất cả các khu vực chính vào giữa năm.
Nintendo 3DS XL (Nintendo 3DS LL tại Nhật Bản) phát hành ngày 28 tháng 7 năm 2012 tại Nhật Bản với giá ¥18,900 và có các màu Silver + Black, Red + Black và White. Ở châu Âu, máy bán ra vào cùng ngày nhưng với các phiên bản màu Silver + Black, Blue + Black và Red + Black. Ngày 19 tháng 8, Nintendo 3DS XL ra mắt ở Bắc Mỹ, có giá US$199.99 màu Red + Black và Blue + Black. Ngày 23 tháng 8 năm 2012, Australia và New Zealand đón nhận sự ra mắt của thiết bị cầm tay mới, có giá AU$249.95 và có các màu giống như ở Châu Âu, Silver + Black, Blue + Black and Red + Black. Màn ra mắt của Nintendo 3DS XL trùng với việc phát hành New Super Mario Bros. 2, game Nintendo 3DS đầu tiên có sẵn trong cả hai phiên bản bán lẻ và tải xuống.
Ngày 20 tháng 9 năm 2012, Nintendo 3DS XL ra mắt tại Hàn Quốc, với các màu Silver + Black, Red + Black và White. Ngày 28 tháng 9 năm 2012, máy được giới thiệu ở hai khu vực khác, Hồng Kông và Đài Loan, với các màu Blue + Black và White. Tháng 12 năm 2012, đối tác phân phối Nintendo Trung Quốc, iQue, đã giới thiệu iQue 3DS XLvới ba phiên bản đặc biệt, một phiên bản có hình dán Mario trong khi hai bản kia là Mario và Luigi.

### Những năm sau này
Tháng 10 năm 2016 Nintendo chính thức công bố hệ máy tiếp theo là Nintendo Switch, và phát hành trên toàn thế giới tháng 3 năm 2017. Hệ máy này chủ yếu bán ra trên thị trường như một máy chơi trò chơi điện tử tại gia, nhưng máy có thể đem đi và sử dụng tương tự như hệ máy cầm tay. Với việc Switch đã thay thế hoàn toàn Wii U trở thành hệ máy chính của Nintendo cả về sản xuất và phân phối, giám đốc điều hành Nintendo khẳng định công ty sẽ tiếp tục hỗ trợ 3DS thông qua các tựa trò chơi của bên thứ nhất và bên thứ ba trong tương lai gần. Fils-Aimé đảm bảo rằng 3DS "có thể sống lâu dài", và nó cùng với Switch, đồng tồn tại, theo quan điểm của Nintendo, trong khi Kimishima coi 3DS là một sản phẩm nhập môn cho người chơi trẻ tuổi.
Tháng 6 năm 2017, Fils-Aimé cho biết họ sẽ hỗ trợ Nintendo 3DS cho tới sau năm 2018. Tháng 7 năm 2017, việc sản xuất New Nintendo 3DS đã kết thúc ở Châu Âu và Nhật Bản, để lại New Nintendo 3DS XL và sau đó mới phát hành gần đây nhất là New Nintendo 2DS XL là mẫu 3DS duy nhất vẫn còn sản xuất trên toàn thế giới.
Tháng 6 năm 2018, Nintendo cho biết họ đang xem xét một số khả năng cho kế nhiệm Nintendo 3DS.
Tháng 6 năm 2019, Nintendo xác nhận rằng việc phát triển trò chơi của bên thứ nhất đã ngừng hoạt động, nhưng hệ thống sẽ tiếp tục được hỗ trợ trong tương lai gần. Với việc tiết lộ Nintendo Switch Lite - phiên bản cấp thấp hơn của máy Switch - Giám đốc điều hành Nintendo of America Doug Bowser tuyên bố công ty vẫn có kế hoạch tiếp tục hỗ trợ dòng máy 3DS miễn là vẫn có nhu cầu. Tháng 11 năm 2019, Bowser tái xác nhận rằng Nintendo sẽ tiếp tục hỗ trợ 3DS vào năm 2020.
Ngày 16 tháng 9 năm 2020, Nintendo xác nhận việc sản xuất dòng Nintendo 3DS đã kết thúc. Nintendo hiện không có kế hoạch chấm dứt các dịch vụ trực tuyến hiện có như chơi trực tuyến và Nintendo eShop, cũng như tùy chọn tải lại tất cả nội dung đã mua trước đó, sẽ tiếp tục khả dụng "trong tương lai gần".
Vào ngày 20 tháng 7 năm 2021, trang web của Nintendo Nhật Bản thông báo Nintendo 3DS và Wii U eShops sẽ không chấp nhận thẻ tín dụng nữa. Thay đổi này sẽ diễn ra ngày 18 tháng 1 năm 2022. Chức năng tắt Bộ lọc của Trình duyệt Internet cũng bị vô hiệu vào ngày này.

## Phần cứng

Sơ đồ bố trí các nút tính năng của Nintendo 3DS

Xem thêm: Danh sách màu sắc và kiểu dáng của Nintendo 3DS
Hình ảnh này đề cập đến mô hình Nintendo 3DS ban đầu. Một số chi tiết kỹ thuật không áp dụng cho các phiên bản Nintendo 2DS và New Nintendo 3DS
Nintendo 3DS có các thành phần tùy chỉnh do bộ phận Nintendo Research & Engineering và các nhà sản xuất khác phát triển, tất cả kết hợp thành một hệ thống thống nhất dựa trên chip. Bộ xử lý trung tâm chính (CPU) là bộ xử lý lõi kép dựa trên lõi ARM11 MPCore xuất ra ở bước sóng 45 nm và tốc độ 266 MHz. Một lõi xử lý dành riêng cho game và ứng dụng, trong khi lõi còn lại dành riêng cho hệ điều hành, cho phép thực hiện các tác vụ đa nhiệm và xử lý nền. Các tác vụ này được xử lý liên tục trong khi chơi game hoặc khi máy ở chế độ ngủ. Máy cũng chứa bộ xử lý lõi đơn ARM9, cho phép tương thích ngược với cả game của Nintendo DS và DSi. Bộ xử lý đồ họa (GPU) là PICA200 do Digital Media Professionals phát triển, chạy ở 133 MHz. Máy chứa 128 MB bộ nhớ truy cập ngẫu nhiên (RAM) bao gồm 128 MB FCRAM do Fujitsu phát triển, với băng thông tối đa 3.2 GB/s.
Máy có hai màn hình riêng biệt. Màn hình trên là màn hình tinh thể lỏng (LCD) autostereoscopic với độ phân giải 800×240 pixel (tương ứng 400×240 pixel mỗi bên mắt, hoặc WQVGA). Trên 3DS bản đầu, màn hình có kích thước 3,53 in (90 mm)), trong khi trên 3DS XL, nó có kích thước 4,88 in (124 mm). Đây là một màn hình autostereoscopic; sử dụng hàng rào thị sai để tạo hiệu ứng ba chiều mà không cần kính chuyên dụng. Có một thanh gạt 3D Depth Slider dùng để điều chỉnh độ sâu 3D bên cạnh màn hình hoặc tắt hoàn toàn. Màn hình phía dưới là màn hình cảm ứng điện trở 4:3 với độ phân giải màn hình 320×240 pixel (QVGA). Trên Nintendo 3DS bản đầu, màn hình có kích thước 77 mm (3,02 in), trong khi trên 3DS XL, nó có kích thước 106 mm (4,18 in).
Máy có ba camera cảm biến: hai camera ở bên ngoài thiết bị, có khả năng chụp ảnh 3D và quay video 3D; và một camera đối diện với người dùng được đặt trên cùng của màn hình trên. Tất cả các cảm biến máy ảnh có độ phân giải tối đa 640×480 pixel (0,3 megapixel, VGA) với tiêu cự một điểm và chỉ có thể đạt được zoom kỹ thuật số. Ngoài ra còn có một micrô ở dưới cùng của máy.
Máy bao gồm 2 GB bộ nhớ flash eMMC do Toshiba hoặc Samsung sản xuất. Bộ nhớ có thể mở rộng bằng khe cắm thẻ nhớ SD, hỗ trợ thẻ nhớ SD và SDHC. Tất cả các máy Nintendo 3DS đều đóng gói kèm với thẻ SD 2 GB trong khi các máy Nintendo 3DS XL thì kèm thẻ SDHC 4 GB. Máy sử dụng kết nối mạng không dây 2,4 GHz 802.11 b/g với bảo mật WPA2 tăng cường. Ngoài ra còn có một cổng hồng ngoại ở mặt sau, cho phép máy kết nối với một số thiết bị ngoại vi nhất định như Circle Pad Pro và đầu đọc/ghi amiibo.
Nintendo 3DS dùng pin lithium ion 3,7 V 1300 mAh 5 Wh. Tuổi thọ pin dao động trong khoảng từ 3 đến 5 giờ khi chơi game Nintendo 3DS và từ 5 đến 8 giờ khi chơi game Nintendo DS, tùy thuộc vào độ sáng, âm lượng và cài đặt kết nối không dây. Nintendo 3DS XL đi kèm pin lithium-ion 1750 mAh, 3,7 V có khả năng kéo dài từ 3,5 đến 6,5 giờ khi chơi trò chơi 3DS và 6 đến 10 giờ chơi trò chơi DS. Trong khi 3DS bản đầu nặng khoảng 230 gram (8.1 oz), phiên bản XL lớn hơn, nặng khoảng 336 gram (11.9 oz). Khi mở, 3DS bản đầu rộng 134 mm (5,3 in), rộng 74 mm (2,9 in) và dày 21 mm (0,83 in). Phiên bản XL rộng 156 mm (6,1 in), rộng 93 mm (3,7 in) và dày 22 mm (0,87 in). 3DS kèm bút stylus, có thể kéo dài ra tới 100 mm (3,9 in), trong khi 3DS XL đi kèm bút stylus 93 mm (3,7 in) thông thường.
Tất cả các máy Nintendo 3DS đều sử dụng cùng một bộ sạc chuyển đổi AC như Nintendo DSi và Nintendo DSi XL. Để giảm chi phí sản xuất, một số máy chẳng hạn như phiên bản Nintendo 3DS XL và New Nintendo 3DS của Nhật Bản, không đóng gói kèm bộ sạc, yêu cầu người chơi phải sử dụng lại từ máy cũ mà họ đã sở hữu hoặc mua riêng. Với việc cắm bộ sạc trực tiếp vào máy, Nintendo 3DS bản tiêu chuẩn đi kèm đế sạc, người chơi đặt máy của họ lên đó để sạc. Các đế sạc cho các máy Nintendo 3DS XL và New Nintendo 3DS được bán riêng với các máy tương ứng và không có giá đỡ cho Nintendo 2DS.

### Đầu vào
Các điều khiển đầu vào của Nintendo 3DS bao gồm: một núm tròn tương tự cần analog gọi là Circle Pad, một D-pad, bốn nút mặc định (A, B, X, Y), nút đệm (L, R), nút Home, nút Start, Select và nút Power. Nó cũng có một thanh trượt chiều chỉnh âm lượng và một công tắc bật hoặc tắt wifi. Màn hình cảm ứng có thể tương tác với ngón tay của người dùng hoặc bút stylus đi kèm. Ngoài ra còn có một cảm biến-chuyển động sáu trục gồm một gia tốc kế 3 trục và một con quay hồi chuyển gyroscope 3 trục. Thông qua phụ kiện Circle Pad Pro máy có thể sử dụng nút cầu vai (ZL, ZR).

### Thẻ trò chơi
Thẻ trò chơi Nintendo 3DS là một định dạng dùng để phân phối vật lý trò chơi cho Nintendo 3DS. Mặc dù bề ngoài gần giống với tiền nhiệm của nó, Nintendo DS Game Card, nhưng có thêm một gờ nhỏ nhô ra ở mặt bên của thẻ, để các Thẻ trò chơi 3DS không thể gắn vào Nintendo DS. Các thẻ trò chơi này có thể chứa tối đa 1 GB, 2 GB hoặc 4 GB dữ liệu trò chơi, dung lượng lớn hơn 2, 4 và 8 lần so với dung lượng của thẻ trò chơi Nintendo DS lớn nhất (512 MB). Một số nguồn tin cho rằng có thể được sản xuất thẻ trò chơi 8 GB nếu có game yêu cầu.

### Phụ kiện

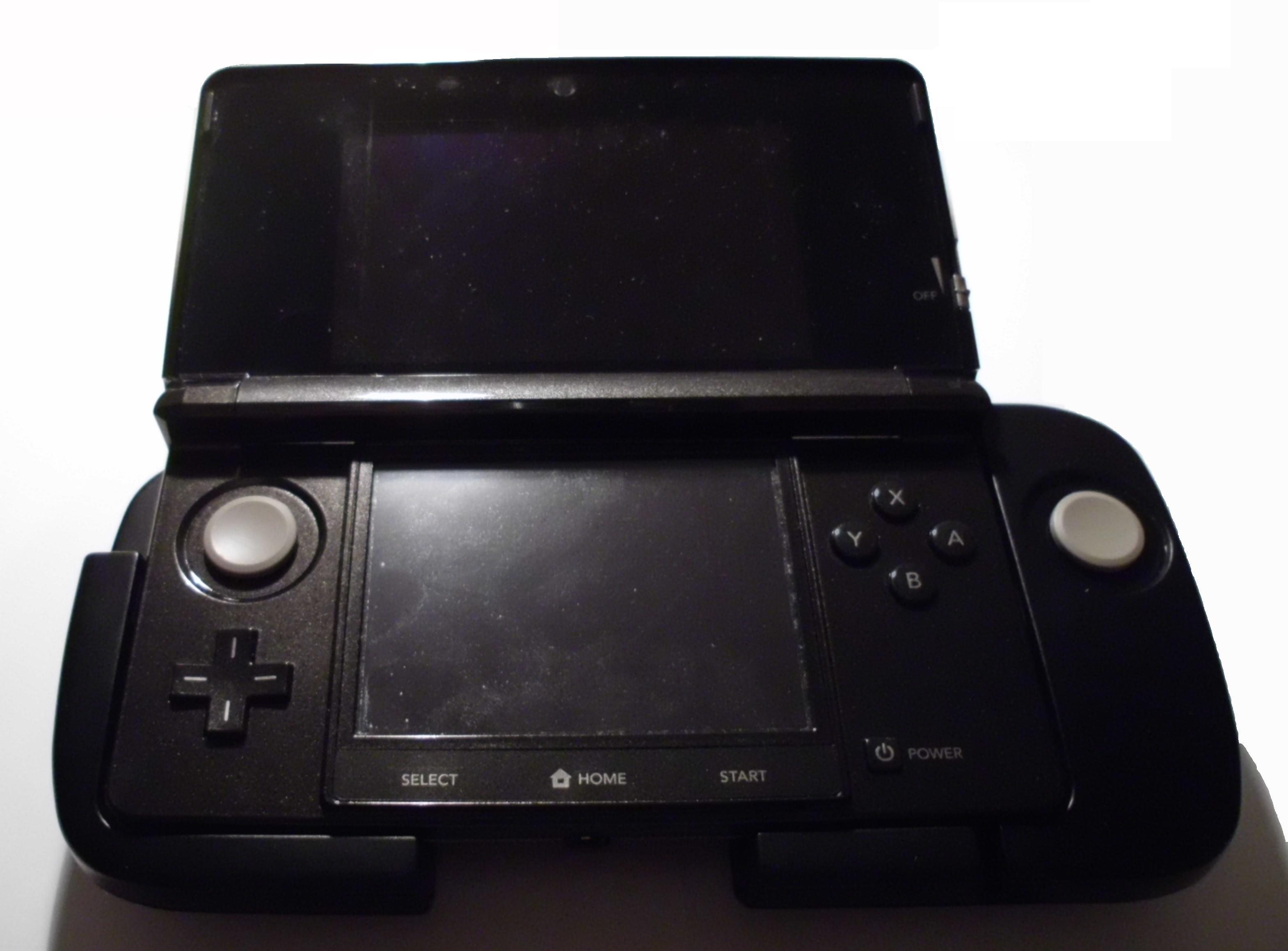
Phụ kiện Circle Pad Pro cho Nintendo 3DS gốc

#### Circle Pad Pro
Circle Pad Pro là một phụ kiện/tiện ích kết nối với Nintendo 3DS thông qua hỗ trợ hồng ngoại cho Circle Pad, thay thế nút R (vì bản gốc nút này bấm khá khó), và thêm một bộ nút kích hoạt (ZL/ZR). Thiết bị này lần đầu tiên phát hành tại Nhật Bản ngày 10 tháng 12 năm 2011, trùng với phát hành Monster Hunter 3G trong khu vực. Sau đó phát hành tại châu Âu ngày 27 tháng 1 năm 2012, tại Úc ngày 2 tháng 2 năm 2012 và tại Bắc Mỹ ngày 7 tháng 2 năm 2012, trùng với phát hành Resident Evil: Revelations ở những khu vực đó.
Hình ảnh của thiết bị xuất hiện lần đầu tháng 9 năm 2011 trên Famitsu. Các tựa game đầu tiên được xác nhận tương thích với phần bổ trợ là Monster Hunter 3G, Resident Evil: Revelations, Ace Combat 3D Cross Rumble (độc quyền Nhật Bản), Metal Gear Solid: Snake Eater 3D, Kingdom Hearts 3D: Dream Drop Distance, và Shin Sangoku Musou VS.
Phiên bản Nintendo 3DS XL của thiết bị được gọi là Circle Pad Pro XL, phát hành tại Nhật Bản ngày 15 tháng 11 năm 2012, Châu Âu ngày 22 tháng 3 năm 2013 và Bắc Mỹ ngày 17 tháng 4 năm 2013.
Các nút C-Stick và ZL/ZR trên New Nintendo 3DS tương thích ngược với các game tương thích với Circle Pad Pro.

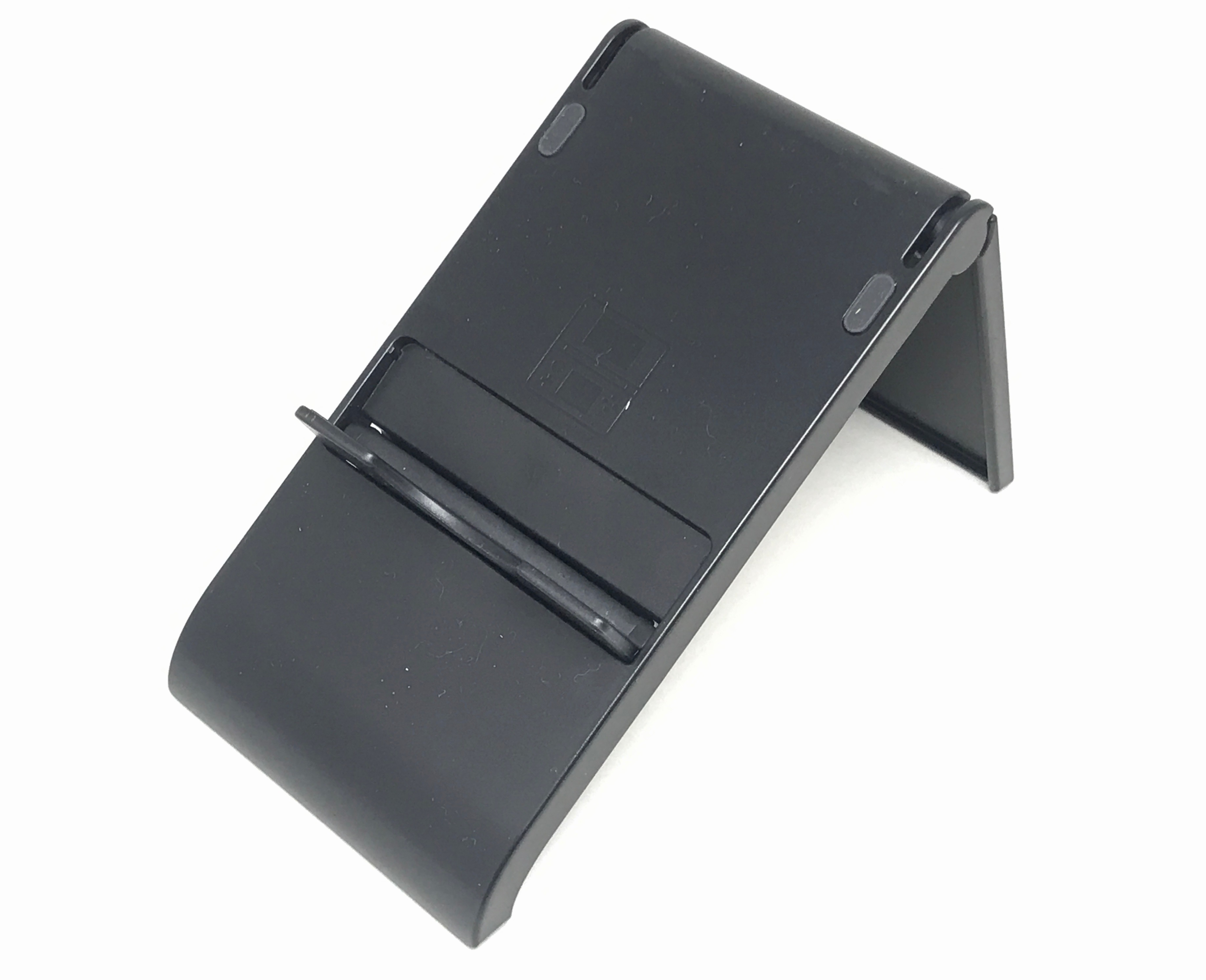
Giá đỡ Nintendo 3DS, ban đầu đóng gói với Kid Icarus: Uprising

| Tựa                                    | Ngày phát hành            | Hãng               | Ghi chú                                                             |
| -------------------------------------- | ------------------------- | ------------------ | ------------------------------------------------------------------- |
| Monster Hunter 3 Ultimate              | ngày 10 tháng 12 năm 2011 | Capcom             | Không hỗ trợ trong bản demo ở tất cả các vùng.                      |
| Ace Combat 3D: Cross Rumble            | ngày 12 tháng 1 năm 2012  | Bandai Namco Games | Không hỗ trợ cho phiên bản Western của Assault Horizon Legacy 2011. |
| Resident Evil: Revelations             | ngày 26 tháng 1 năm 2012  | Capcom             | Thiết bị ngoại vi hỗ trợ trong bản demo cho tất cả các vùng.        |
| Metal Gear Solid: Snake Eater 3D       | ngày 21 tháng 2 năm 2012  | Konami             |                                                                     |
| Kid Icarus: Uprising                   | ngày 22 tháng 3 năm 2012  | Nintendo           |                                                                     |
| Kingdom Hearts 3D: Dream Drop Distance | ngày 29 tháng 3 năm 2012  | Square Enix        |                                                                     |
| Shin Sangoku Musou VS                  | ngày 26 tháng 4 năm 2012  | Koei Tecmo         |                                                                     |
| Sengoku Musou Chronicle 2nd            | ngày 13 tháng 9 năm 2012  | Koei Tecmo         |                                                                     |
| E.X. Troopers                          | ngày 22 tháng 11 năm 2012 | Capcom             |                                                                     |
| 3D Galaxy Force II                     | ngày 24 tháng 7 năm 2013  | SEGA               |                                                                     |
| Monster Hunter 4                       | ngày 14 tháng 9 năm 2013  | Capcom             |                                                                     |
| One Piece: Unlimited World Red         | ngày 21 tháng 11 năm 2013 | Bandai Namco Games |                                                                     |
| Steel Diver: Sub Wars                  | ngày 13 tháng 2 năm 2014  | Nintendo           |                                                                     |
| Senran Kagura 2: Deep Crimson          | ngày 7 tháng 8 năm 2014   | Marvelous          |                                                                     |
| Dragon Quest X                         | ngày 4 tháng 9 năm 2014   | Square Enix        |                                                                     |
| Monster Hunter 4 Ultimate              | ngày 11 tháng 10 năm 2014 | Capcom             |                                                                     |
| Attack on Titan: Humanity in Chains    | ngày 4 tháng 12 năm 2014  | Spike Chunsoft     |                                                                     |
| Samurai Warriors Chronicles 3          | ngày 4 tháng 12 năm 2014  | Koei Tecmo         |                                                                     |
| Final Fantasy Explorers                | ngày 18 tháng 12 năm 2014 | Square Enix        |                                                                     |
| Kenka Bancho 6: Soul and Blood         | ngày 15 tháng 1 năm 2015  | Spike Chunsoft     |                                                                     |
| Ace Combat: Assault Horizon Legacy +   | ngày 29 tháng 1 năm 2015  | Bandai Namco Games |                                                                     |
| The Legend of Zelda: Majora's Mask 3D  | ngày 13 tháng 2 năm 2015  | Nintendo           |                                                                     |
| IronFall: Invasion                     | ngày 13 tháng 2 năm 2015  | VD-Dev             |                                                                     |
| Code Name: S.T.E.A.M.                  | ngày 13 tháng 3 năm 2015  | Nintendo           |                                                                     |
| Cube Creator 3D                        | ngày 23 tháng 4 năm 2015  | Big John Games     |                                                                     |
| Touch Battle Tank 3D 3                 | ngày 28 tháng 4 năm 2015  | SilverStarJapan    |                                                                     |
| Super Robot Taisen BX                  | ngày 20 tháng 8 năm 2015  | Bandai Namco Games |                                                                     |
| The Legend of the Dark Witch 2         | ngày 4 tháng 11 năm 2015  | Flyhigh Works      |                                                                     |
| Noah no Yurikago                       | ngày 18 tháng 11 năm 2015 | SilverStarJapan    |                                                                     |
| Monster Hunter Generations             | ngày 28 tháng 11 năm 2015 | Capcom             |                                                                     |
| Metroid Prime: Federation Force        | ngày 19 tháng 8 năm 2016  | Nintendo           |                                                                     |

#### Đế
Phụ kiện này đi kèm độc quyền với mọi bản sao bán lẻ của Kid Icarus: Uprising. Giá đỡ này góp phần giúp để người chơi có thể chơi dễ dàng hơn đối với những game có điều khiển tương tự như Liberation Maiden, giải tỏa căng thẳng khi phải cầm máy bằng một tay vì tay kia sẽ sử dụng bút stylus trên màn hình cảm ứng trong thời gian dài hơn bình thường.

#### NFC Reader/Writer
Xem thêm: Amiibo
Một đầu đọc/ghi giao tiếp trường gần (NFC) phát hành ngày 25 tháng 9 năm 2015 tại Bắc Mỹ với giá 19,99US$ và ngày 2 tháng 10 ở châu Âu, cùng lúc với Animal Crossing: Happy Home Designer. Thiết bị ngoại vi này cho phép Amiibo xuất hiện trên Nintendo 3DS, 3DS XL và 2DS, một tính năng tích hợp sẵn cho các máy New Nintendo 3DS. Phụ kiện dùng hai pin AA.

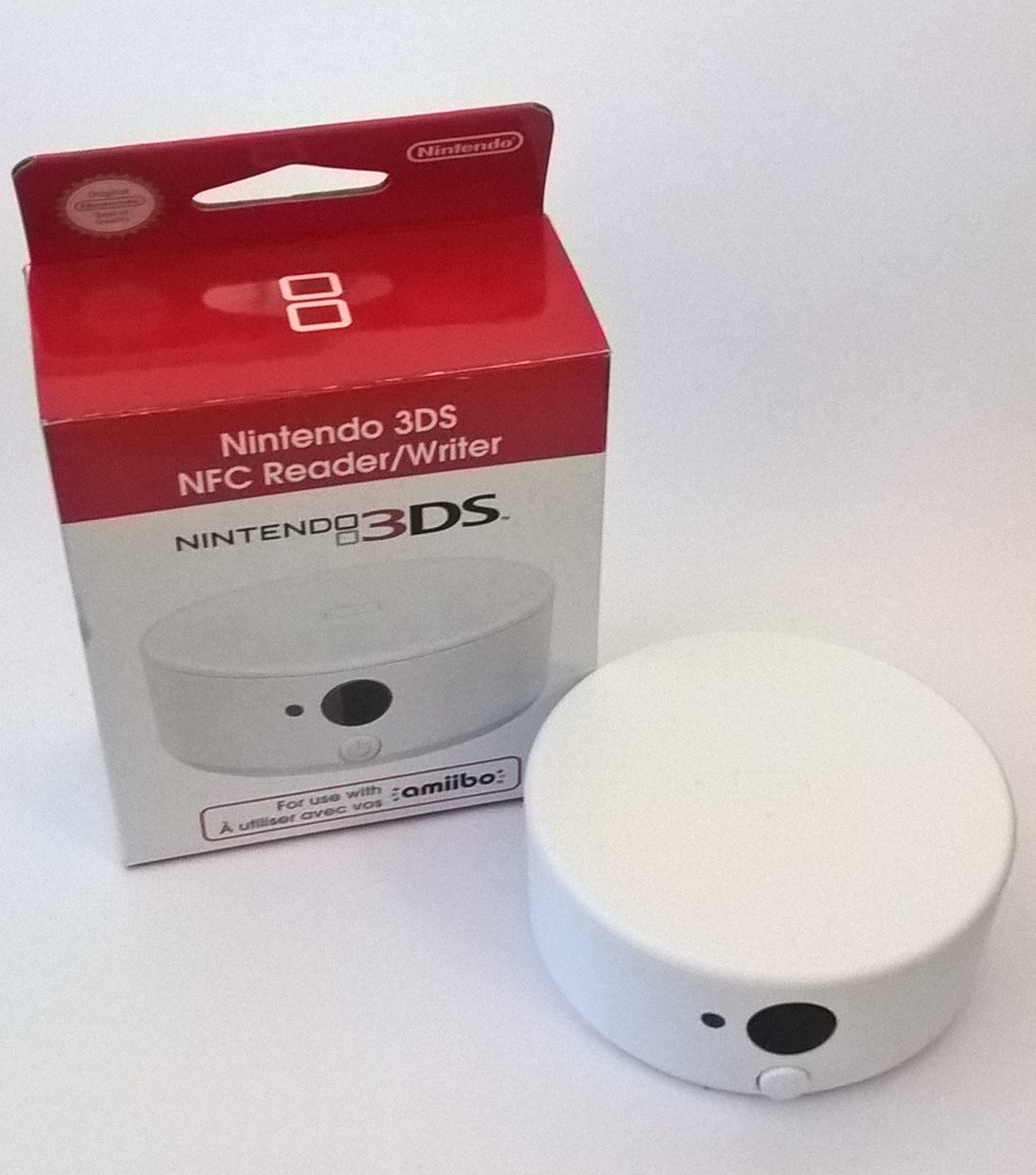
Máy đọc/ghi NFC của Nintendo 3DS, cho phép Amiibo xuất hiện trên 3DS, 3DS XL và 2DS

### Những mẫu khác
Dòng Nintendo 3DS có sáu mẫu. Ngoài Nintendo 3DS có kích thước thông thường, Nintendo 3DS XL là một mẫu có màn hình lớn hơn 90% so với Nintendo 3DS gốc phát hành ngày 28 tháng 7 năm 2012. Nintendo 2DS là một thiết kế lại hoàn toàn của thiết bị cầm tay phát hành ngày 12 tháng 10 năm 2013 và được mô tả là phiên bản "nhập môn" của 3DS. Hệ máy này vẫn có khả năng chơi các trò chơi Nintendo DS và 3DS, nhưng bỏ chức năng 3D và thay đổi hình thức thành một thiết kế mang tính cố định, thiết kế "nguyên khối". New Nintendo 3DS, cũng có biến thể XL, bổ sung các điều khiển, cải thiện chức năng và có thể chơi một số trò chơi không tương thích với các mô hình trước đó. Một thay thế giá rẻ hơn, New Nintendo 2DS XL, kết hợp một số tính năng từ New Nintendo 3DS với các yếu tố từ 2DS như thiếu chức năng 3D lập thể; máy cũng chuyển từ thiết kế nguyên khối của 2DS ban đầu sang thiết kế vỏ sò.

#### Nintendo 2DS
Bài chính: Nintendo 2DS

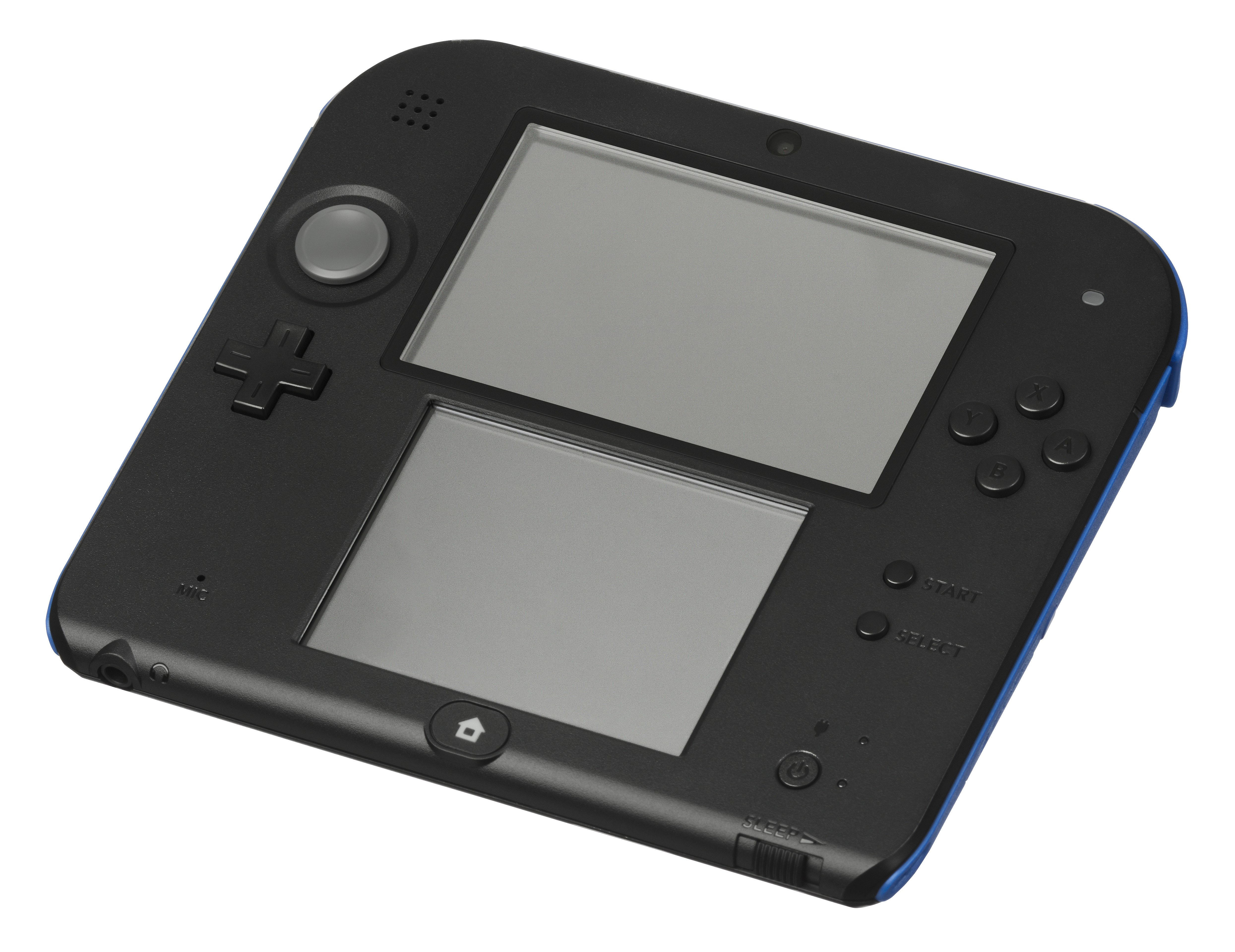
Nintendo 2DS phiên bản Black+Blue

Nintendo 2DS (viết tắt là 2DS) công bố ngày 28 tháng 8 năm 2013, là một phiên bản mới của dòng Nintendo 3DS. Mặc dù phần cứng và phần mềm của nó tương đối giống với Nintendo 3DS (và vẫn cung cấp khả năng tương thích với các trò chơi Nintendo DS và 3DS), nhưng thiếu màn hình 3D đặc trưng của 3DS, không có loa âm thanh nổi bên trong (chỉ sử dụng loa đơn âm) và sử dụng loa yếu tố hình thức giống như nguyên khối, trái ngược với thiết kế vỏ sò của Nintendo DS và 3DS. Nintendo 2DS đượcphát hành ở Bắc Mỹ và Châu Âu ngày 12 tháng 10 năm 2013, trùng ngày ra mắt Pokémon X và Y và bán ra cùng với Nintendo 3DS và 3DS XL với mức giá tương đối thấp hơn.
Là một mẫu rẻ hơn của dòng Nintendo 3DS vẫn có thể chơi các trò chơi Nintendo DS và 3DS, Nintendo 2DS được coi là mẫu máy chiến lược nhằm mở rộng thị trường máy chơi trò chơi cầm tay Nintendo nói chung. Do đó, 2DS là máy cầm tay nhắm đến đối tượng khác so với các mẫu Nintendo 3DS thông thường, đặc biệt là người dùng trẻ tuổi. Bất chấp những lo ngại từ các nhà phê bình, những người cảm thấy rằng công ty đang cố gắng nhấn mạnh chức năng 3D bằng cách phát hành 2DS, Nintendo vẫn cho rằng 3D vẫn là một phần trong kế hoạch tương lai của họ.

#### New Nintendo 3DS
Bài chính: New Nintendo 3DS

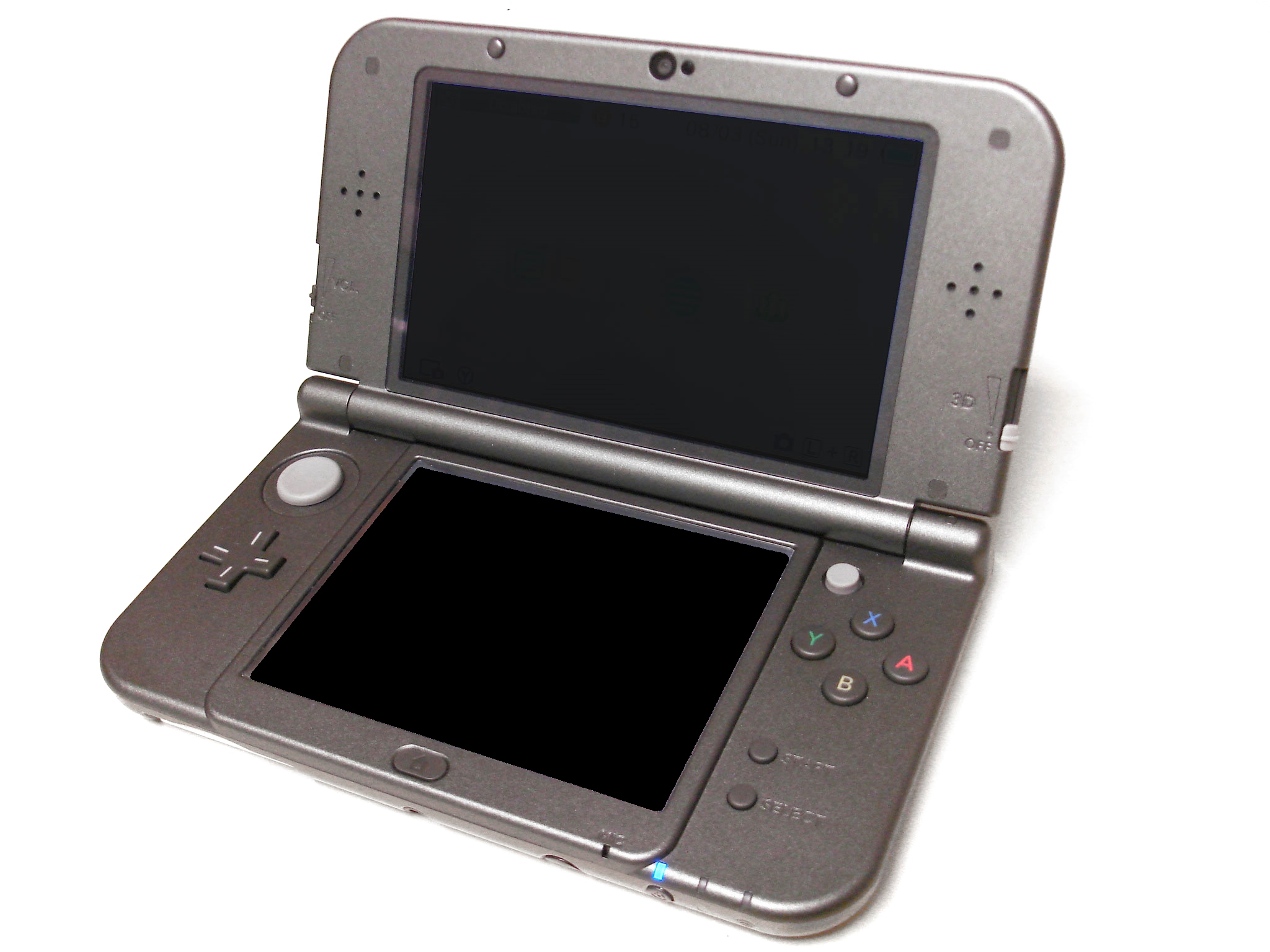
New Nintendo 3DS XL phiên bản Metallic Black

New Nintendo 3DS và New Nintendo 3DS XL (gọi là New Nintendo 3DS LL tại Nhật Bản) là bản sửa đổi cập nhật của 3DS và 3DS XL, lần đầu tiên công bố trong buổi thuyết trình Nintendo Direct Nhật Bản ngày 29 tháng 8 năm 2014. Các phiên bản mới này có thêm bộ xử lý mạnh mẽ, theo dõi khuôn mặt để cải thiện góc nhìn 3D, nút vai ZL/ZR bổ sung, thanh trỏ "C-Stick" mới và tương thích ngược với game hỗ trợ Circle Pad Pro, màu của nút lấy cảm hứng từ tay cầm Super NES, điều chỉnh độ sáng tự động, thẻ microSD, pin lớn hơn và tích hợp liên lạc trường gần để sử dụng với các sản phẩm Amiibo. New Nintendo 3DS cũng có màn hình lớn hơn một chút so với mô hình trước đó, một bộ các mặt nắp và lưng có thể thay đổi.
Giống như những tiền nhiệm, New Nintendo 3DS tương thích với các tựa trò chơi DS và 3DS hiện có. Một số tựa, chẳng hạn như Xenoblade Chronicles 3D và những trò chơi Super Nintendo Entertainment System phát hành cho Virtual Console, được tối ưu hóa đặc biệt cho bộ xử lý đã nâng cấp và không tương thích với các mẫu 3DS và 2DS trước đó.
Các máy phát hành tại Nhật Bản ngày 11 tháng 10 năm 2014, tại Úc và New Zealand ngày 21 tháng 11 năm 2014, và bán lẻ ở Châu Âu và Bắc Mỹ ngày 13 tháng 2 năm 2015. Chỉ có phiên bản XL ra mắt ở Bắc Mỹ, mặc dù mẫu nhỏ hơn sau đó phát hành dưới dạng một loạt các phiên bản giới hạn.

#### New Nintendo 2DS XL
Bài chính: New Nintendo 2DS XL

New Nintendo 2DS XL phiên bản Black x Turquoise

Ngày 27 tháng 4 năm 2017, Nintendo ra mắt New Nintendo 2DS XL (hay New Nintendo 2DS LL tại Nhật Bản), phát hành ở Bắc Mỹ và Châu Âu ngày 28 tháng 7 năm 2017 và Nhật Bản ngày 29 tháng 7 năm 2017. Hệ máy này là một biến thể của dòng New Nintendo 3DS, có các tính năng phần cứng bổ sung và khả năng tương thích phần mềm của New Nintendo 3DS, mặc dù không có chức năng 3D lập thể và có thể gập lại. Hệ máy không có biến thể không-XL.

## Phần mềm
Xem thêm: Phần mềm hệ thống Nintendo 3DS

### Hệ điều hành

Nintendo 3DS Home Menu phiên bản hệ thống 9.3.0-21. Màn hình phía trên hiển thị logo động 3D cho từng ứng dụng riêng lẻ, trong khi màn hình phía dưới hiển thị các biểu tượng ứng dụng.

Menu Home là giao diện đồ họa người dùng tương tự Nintendo DSi Menu và Wii U Menu trên Nintendo 3DS, dùng để khởi chạy phần mềm lưu trữ trên thẻ trò chơi Nintendo DS và Nintendo 3DS, các ứng dụng được cài đặt trên thẻ SD và các DSiWare ở bộ nhớ trong của máy. Các biểu tượng ứng dụng có dạng lưới, có thể điều hướng ở màn hình dưới. Ở màn hình trên, logo 3D động đặc biệt dùng để hiển thị cho từng ứng dụng riêng lẻ, thông tin hệ thống như cường độ tín hiệu không dây, ngày giờ và thời lượng pin. Sử dụng nút Home, người dùng có thể tạm dừng phần mềm hiện tại đang chạy và hiển thị Home Menu để khởi chạy một số ứng dụng đa nhiệm nhất định, như Internet Browser và Miiverse.
Tương tự như Nintendo DSi, menu có cập nhật firmware. Ngày 25 tháng 4 năm 2012, một bản cập nhật hệ thống giới thiệu hệ thống thư mục, cho phép người dùng đặt các ứng dụng vào các thư mục.
Ngày 20 tháng 6 năm 2013, một bản cập nhật hệ thống giới thiệu tính năng Save Data Backup, cho phép người dùng sao lưu dữ liệu từ phần mềm Nintendo 3DS có thể tải xuống và hầu hết các trò chơi trên Virtual Console.
Một bản cập nhật phát hành ngày 30 tháng 10 năm 2014 cho phép người chơi tải xuống các chủ đề tùy chỉnh cho Home Menu, dựa trên các tựa trò chơi khác nhau của Nintendo.

### Máy ảnh
Nintendo 3DS Camera là một trình chụp ảnh và video tích hợp với bộ sưu tập phương tiện và chức năng chỉnh sửa ảnh. Ứng dụng sử dụng hai máy ảnh mặt trước của máy để chụp ảnh 3D, còn máy ảnh hướng về người dùng dùng để chụp ảnh 2D thông thường. Tất cả các bức ảnh được chụp ở độ phân giải 640x480 px (VGA) hoặc 0,3 megapixels. Hai phối cảnh của ảnh 3D lưu trữ thành hai tệp riêng biệt, với các phần mở rộng JPG và MPO.
Có sẵn nhiều tùy chọn và bộ lọc để chụp ảnh hoặc quay video. Ngoài ra còn có tùy chọn Low-Light, rất hữu ích khi chụp ảnh và quay video trong điều kiện ánh sáng yếu.
Ngày 7 tháng 12 năm 2011, một bản cập nhật hệ thống đã thêm vào khả năng quay video 3D cùng với các tùy chọn ghi đặc biệt, chẳng hạn như khả năng tạo hiệu ứng chuyển động dừng. Tất cả các chế độ ghi chỉ cho phép quay một video dài tối đa 10 phút.

### Âm thanh
Nintendo 3DS Sound là một trình phát nhạc và ghi âm tích hợp. Các phần mở rộng tên tệp được hỗ trợ bao gồm âm thanh .mp3 và AAC với .mp4, .m4a, hoặc.3GP. Các tệp âm thanh có thể phát từ thẻ SD, với hình ảnh hiển thị ở màn hình trên. Trong khi gập máy vẫn có thể sử dụng giắc cắm tai nghe của máy để nghe nhạc. Một bộ các tùy chọn thao tác âm thanh có sẵn, cũng như một số bộ lọc âm thanh. Ghi âm giọng nói dài mười giây cũng có thể ghi lại và chỉnh sửa. Những thứ này sau đó dùng để chia sẻ trên các ứng dụng khác như Swapnote. Ngoài ra còn có chức năng StreetPass tích hợp, là nơi người dùng trao đổi dữ liệu bài hát để tạo biểu đồ tương thích giữa chúng.

### Nintendo eShop
Bài chính: Nintendo eShop
Nintendo eShop là dịch vụ phân phối phần mềm trực tuyến của Nintendo 3DS. Ra mắt tháng 6 năm 2011, eShop cung cấp các tựa game Nintendo 3DS bán lẻ có thể tải xuống và chỉ tải xuống Virtual Console, nhiều ứng dụng và video khác nhau. Người dùng có thể mua nội dung tải xuống (DLC), các bản vá cho cả trò chơi vật lý và chỉ tải xuống. Tất cả nội dung từ Nintendo eShop đi kèm với Nintendo Network ID nhưng chỉ có thể sử dụng trên một máy. DLC có thể chạy nền bằng SpotPass khi người dùng chơi trò chơi hoặc ở chế độ ngủ. Có thể tải tối đa mười lượt xếp hàng cùng một lúc và trạng thái của chúng hiển thị trên Home Menu. Nintendo eShop hỗ trợ đánh giá phần mềm người dùng đơn giản. Người dùng có thể gửi đánh giá với các "ngôi sao" từ một đến năm, thể hiện chất lượng theo thứ tự hình lưỡi liềm và phân loại phần mềm bằng xem có phù hợp với người chơi bình thường hay khó tính hơn. Đánh giá của người dùng chỉ có thể gửi sau khi sử dụng phần mềm trong ít nhất một giờ.
Một số quốc gia Mỹ Latinh và Caribe, có tính năng eShop hạn chế hơn, đã đóng cửa hệ thống của họ tháng 7 năm 2020. Các quốc gia trong khu vực có đầy đủ eShop và phần còn lại của thế giới hiện không bị ảnh hưởng.

### Miiverse
Bài chính: Miiverse
Miiverse là một dịch vụ mạng xã hội tích hợp, cho phép người chơi tương tác và chia sẻ trải nghiệm chơi trò chơi thông qua các nhân vật Mii cá nhân của họ. Ra mắt ban đầu trên Wii U và Nintendo 3DS ngày 11 tháng 12 năm 2013 thông qua cập nhật firmware. Có chức năng tương tự như phiên bản Wii U mặc dù không có tính năng nhắn tin riêng tư và yêu cầu Nintendo Network ID.
Miiverse cho phép người dùng chia sẻ các thành tích, nhận xét, ghi chú viết tay và ảnh chụp màn hình trò chơi với những người chơi khác trên các cộng đồng khác nhau cho các trò chơi và ứng dụng  cụ thể. Có thể truy cập các cộng đồng Wii U trên Nintendo 3DS và ngược lại. Cũng có thể truy cập Miiverse trên điện thoại thông minh, máy tính bảng và PC có hỗ trợ internet. Dịch vụ này được kiểm duyệt thông qua bộ lọc phần mềm cũng như đội ngũ nhân sự để đảm bảo rằng nội dung do người dùng chia sẽ là phù hợp và không có kẻ phá hoại. Cũng có thể đăng ảnh chụp màn hình từ một số trò chơi lên các trang web mạng xã hội như Twitter, Tumblr và/hoặc Facebook thông qua dịch vụ Nintendo 3DS Image Share của Nintendo 3DS.
Ngày 7 tháng 11 năm 2017, các máy chủ Miiverse đã đóng cửa trên 3DS và Wii U.

### Internet browser
Bài chính: Internet Browser (Nintendo 3DS)
Trình duyệt internet của Nintendo 3DS phát hành thông qua bản cập nhật firmware ngày 6 tháng 6 năm 2011 tại Bắc Mỹ và ngày 7 tháng 6 năm 2011 tại Châu Âu và Nhật Bản. Nó hoạt động như một ứng dụng hệ thống đa nhiệm và có thể sử dụng cùng lúc với một ứng dụng khác treo ở nền. Trình duyệt có tùy chọn thu gọn văn bản để tự động căn chỉnh theo chiều rộng màn hình ở các mức thu phóng khác nhau và chủ yếu điều khiển bằng bút stylus hoặc Circle Pad và D-pad để lướt trang. Trình duyệt hỗ trợ HTML, CSS, JavaScript và một số yếu tố HTML5 nhưng không hỗ trợ Flash, video hoặc nhạc. Nó cũng có thể tải xuống và hiển thị hình ảnh 3D với phần mở rộng tệp .mpo, cho phép người dùng lưu hình ảnh trên thẻ SD. Ngoài ra, trình duyệt hỗ trợ tải lên hình ảnh JPEG và MPO từ thư viện ảnh của máy. Người dùng cũng có thể chọn công cụ tìm kiếm giữa Google và Yahoo!, và cũng có thể tạo đánh dấu trang. 3DS xuất xưởng với Nintendo Zone Viewer, là một trình duyệt 3D do Nintendophát triển để hỗ trợ tương tác Nintendo Zone dựa trên vị trí.

### Dịch vụ Video
Nintendo Video ra mắt tại Úc, Châu Âu và Nhật Bản ngày 13 tháng 7 năm 2011 và tại Bắc Mỹ ngày 21 tháng 7 năm 2011 cùng với video hướng dẫn. Dịch vụ định kỳ cập nhật tính khả dụng của nội dung video thông qua SpotPass, tự động thêm và xóa nội dung khỏi máy. Cùng một lúc có thể có sẵn tối đa bốn video trên ứng dụng. Nội dung của Nintendo Video bao gồm: loạt phim Oscar's Oasis và Shaun the Sheep (với mười lăm tập độc quyền); loạt phim gốc Dinosaur Office và BearShark của CollegeHumor; những bộ phim ngắn; giới thiệu phim; và video thể thao của Redbull và BSkyB. Ứng dụng Nintendo Video đã ngưng ở các khu vực Nhật Bản, Châu Âu và Châu Đại Dương tháng 4 năm 2014 và ở Bắc Mỹ tháng 7 năm 2015. Ít nhất ở Bắc Mỹ, cái tên "Nintendo Video" tiếp tục tồn tại thông qua danh mục Nintendo eShop vĩnh viễn cho tất cả các video được lưu trữ từng mang tính nổi bật trước đó trên ứng dụng cũ, cũng như nội dung mới tiềm năng. Các video eShop "Nintendo Video" trực tuyến có thể lưu trữ vĩnh viễn và phát theo yêu cầu bất cứ lúc nào mà không phải trả thêm phí.
Dịch vụ phát video trực tuyến Netflix phát hành ở Bắc Mỹ ngày 14 tháng 7 năm 2011. Người dùng Netflix có thể tạm dừng phát trực tuyến video trên Nintendo 3DS và tiếp tục phát trên các thiết bị hỗ trợ Netflix khác. Dịch vụ chỉ có nội dung 2D. Nintendo thông báo ngày 21 tháng 10 năm 2011, Hulu Plus phát hành trên Nintendo 3DS vào cuối năm. Ngày 16 tháng 2 năm 2012, sau khi Hulu ra mắt trên Wii, Nintendo đã nhắc lại thông báo lần này tuyên bố nó sẽ có mặt trên 3DS vào khoảng năm 2012. Cuối cùng, ngày 6 tháng 8 năm 2013, ứng dụng Hulu đã có mặt tại Nhật Bản và ngày 17 tháng 10 năm 2013, ứng dụng Hulu Plus ra mắt tại Bắc Mỹ, cùng với bản dùng thử miễn phí một tuần. Ngày 29 tháng 11 năm 2013, ứng dụng YouTube phát hành cho Nintendo 3DS ở Châu Âu và Bắc Mỹ. Nó bị ngừng tháng 8 năm 2019.

#### Dịch vụ video bị ngừng
Dịch vụ SpotPass TV ra mắt tại Nhật Bản ngày 19 tháng 6 năm 2011. Dịch vụ này là liên doanh giữa Nihon TV và Fuji TV mang nội dung video 3D miễn phí tới người dùng Nintendo 3DS tại Nhật Bản. Các loại nội dung bao gồm dạy người dùng cách thực hiện các trò ảo thuật, đấu vật sumo Nhật Bản, thể thao và hẹn hò 3D với những người khác. Dịch vụ đã bị ngưng một năm sau đó ngày 20 tháng 6 năm 2012. Một ứng dụng Eurosport ra mắt tại Châu Âu và Úc ngày 15 tháng 12 năm 2011 và hoạt động tương tự như ứng dụng Nintendo Video. Bao gồm các tập hàng tuần của Watts Zap và các video tổng hợp khác có chứa nội dung Eurosport. Dịch vụ bị ngừng một năm sau đó ngày 31 tháng 12 năm 2012.

### Swapnote
Bài chính: Swapnote
Swapnote (gọi là Nintendo Letter Box ở Châu Âu và Úc) là một ứng dụng nhắn tin cho Nintendo 3DS. Swapnote  phát hành ngày 21 tháng 12 năm 2011 tại Nhật Bản và ngày 22 tháng 12 tại Châu Âu, Úc và Bắc Mỹ, thông qua Nintendo eShop. Ứng dụng này miễn phí và cài sẵn trên các hệ máy mới hơn. Cho phép người dùng gửi tin nhắn viết tay/vẽ cho bạn bè đã đăng ký thông qua SpotPass hoặc người dùng khác qua StreetPass. Ứng dụng này cũng cho phép người dùng tự do nhúng hình ảnh và âm thanh vào tin nhắn của họ.
Ngày 31 tháng 10 năm 2013, Nintendo đột ngột đình chỉ chức năng SpotPass của Swapnote/Nintendo Letter Box sau khi phát hiện ra trẻ vị thành niên đang chia sẻ Friend Code với những người lạ, lợi dụng dịch vụ nhắn tin để trao đổi ảnh khiêu dâm.

### Mii Maker
Mii Maker là một ứng dụng hệ thống cho phép người dùng tạo các nhân vật Mii thông qua lựa chọn các đặc điểm trên khuôn mặt và cơ thể, như mũi, miệng, mắt, tóc, hoặc bằng cách chụp ảnh và tự động tạo Mii cá nhân. Các nhân vật Mii cũng có thể thêm vào và chia sẻ bằng cách đọc mã QR đặc biệt bằng máy ảnh. Cũng có thể mời các Mii từ Wii hoặc Wii U. Tuy nhiên, Mii tạo trên các máy Nintendo 3DS không thể xuất trở lại Wii do việc bổ sung các bộ phận nhân vật trong Mii Maker không có trên Mii Channel của Wii. Tuy nhiên, hạn chế này không xảy ra khi xuất Mii từ Nintendo 3DS sang Wii U.

### Activity Log
Activity Log là một ứng dụng hệ thống theo dõi chơi trò chơi và ghi lại những trò chơi nào đã được chơi và trong bao lâu, cũng như hoạt động thể chất, chẳng hạn như đếm bước chân trong khi cầm theo Nintendo 3DS. Tính năng này khuyến khích người chơi đi bộ mỗi ngày để kiếm Play Coins, tối đa 10 xu mỗi ngày với tỷ lệ 1 trên 100 bước, với tổng số 300 xu. Play Coins sau đó dùng để chơi trò chơi và ứng dụng tương thích, lấy thêm nội dung đặc biệt và nhiều lợi ích khác.

### Các tính năng mạng khác
Các tính năng mạng khác của Nintendo 3DS bao gồm Nintendo Network, SpotPass và StreetPass. StreetPass Mii Plaza là một ứng dụng StreetPass cài đặt sẵn trên mọi máy Nintendo 3DS, trong khi Nintendo Zone Viewer là một ứng dụng tích hợp, phát hiện và sử dụng các điểm SpotPass được chứng nhận. Dịch vụ này đã bị ngừng.
PictoChat, phần mềm nhắn tin không dây phân tán được giới thiệu cùng với Nintendo DS và Nintendo DSi dùng để hỗ trợ trao đổi văn bản và bản vẽ, không có trên 3DS.

## Trò chơi
Thông tin thêm: Danh sách trò chơi Nintendo 3DS và Danh sách trò chơi Nintendo 3DS bán chạy nhất
Các bản sao trò chơi vật lý nằm trong các thẻ game độc quyền gọi là Thẻ trò chơi Nintendo 3DS, đóng gói trong hộp nhựa với các hướng dẫn đơn giản. Ở châu Âu, hộp đựng có một hình tam giác ở góc dưới cùng của mặt chèn giấy. Hình tam giác được mã hóa màu để xác định phân vùng của tựa game và ngôn ngữ hỗ trợ. Không giống như các máy chơi game Nintendo trước đây, hướng dẫn sử dụng phần mềm hoàn chỉnh được mã hóa thành định dạng kỹ thuật số thông qua Menu Home của hệ thống. Phần mềm do Nintendo và một số bên thứ ba phát hành được đóng gói với một mảnh giấy có hiển thị điểm Club Nintendo, có thể đổi thành phần thưởng đặc biệt. Các game bán lẻ và chỉ tải xuống cũng có trên Nintendo eShop. Tất cả các máy chơi game Nintendo 3DS đều bị khóa khu vực (phần mềm mua ở một khu vực chỉ có thể chạy trên phần cứng của khu vực đó).
Tổng cộng 384 triệu trò chơi Nintendo 3DS đã bán ra trên toàn thế giới tính đến  ngày 31 tháng 3 năm 2021, với 49 tựa trò chơi vượt mốc một triệu bản. Trò chơi thành công nhất là Mario Kart 7, đã bán ra khoảng 18.94 triệu bản trên toàn thế giới.

### Những tựa trò chơi ra mắt
Nintendo 3DS ra mắt tại Nhật Bản với 8 trò chơi, ở Bắc Mỹ với 15 trò chơi và ở châu Âu với 14 trò chơi. Thêm ba mươi trò chơi đã được công bố phát hành trong "launch window" của máy, ba tháng sau ngày ra mắt.
| Tựa phát hành                         | JP  | NA  | EU  | AU  |
| ------------------------------------- | --- | --- | --- | --- |
| Asphalt 3D                            | No  | Yes | Yes | Yes |
| Bust-a-Move Universe                  | Yes | Yes | No  | No  |
| Combat of Giants: Dinosaurs 3D        | Yes | Yes | Yes | Yes |
| Lego Star Wars III: The Clone Wars    | No  | Yes | Yes | Yes |
| Madden NFL Football                   | No  | Yes | No  | No  |
| Nintendogs + Cats                     | Yes | Yes | Yes | Yes |
| Pilotwings Resort                     | No  | Yes | Yes | No  |
| Pro Evolution Soccer 2011 3D          | Yes | Yes | Yes | Yes |
| Professor Layton and the Miracle Mask | Yes | No  | No  | No  |
| Rayman 3D                             | No  | Yes | Yes | Yes |
| Ridge Racer 3D                        | Yes | Yes | Yes | Yes |
| Samurai Warriors: Chronicles          | Yes | No  | Yes | No  |
| The Sims 3                            | No  | Yes | Yes | Yes |
| Steel Diver                           | No  | Yes | No  | No  |
| Super Monkey Ball 3D                  | No  | Yes | Yes | Yes |
| Super Street Fighter IV: 3D Edition   | Yes | Yes | Yes | Yes |
| Tom Clancy's Ghost Recon: Shadow Wars | No  | Yes | Yes | Yes |
| Tom Clancy's Splinter Cell 3D         | No  | No  | Yes | Yes |

### Thực tế ảo tăng cường

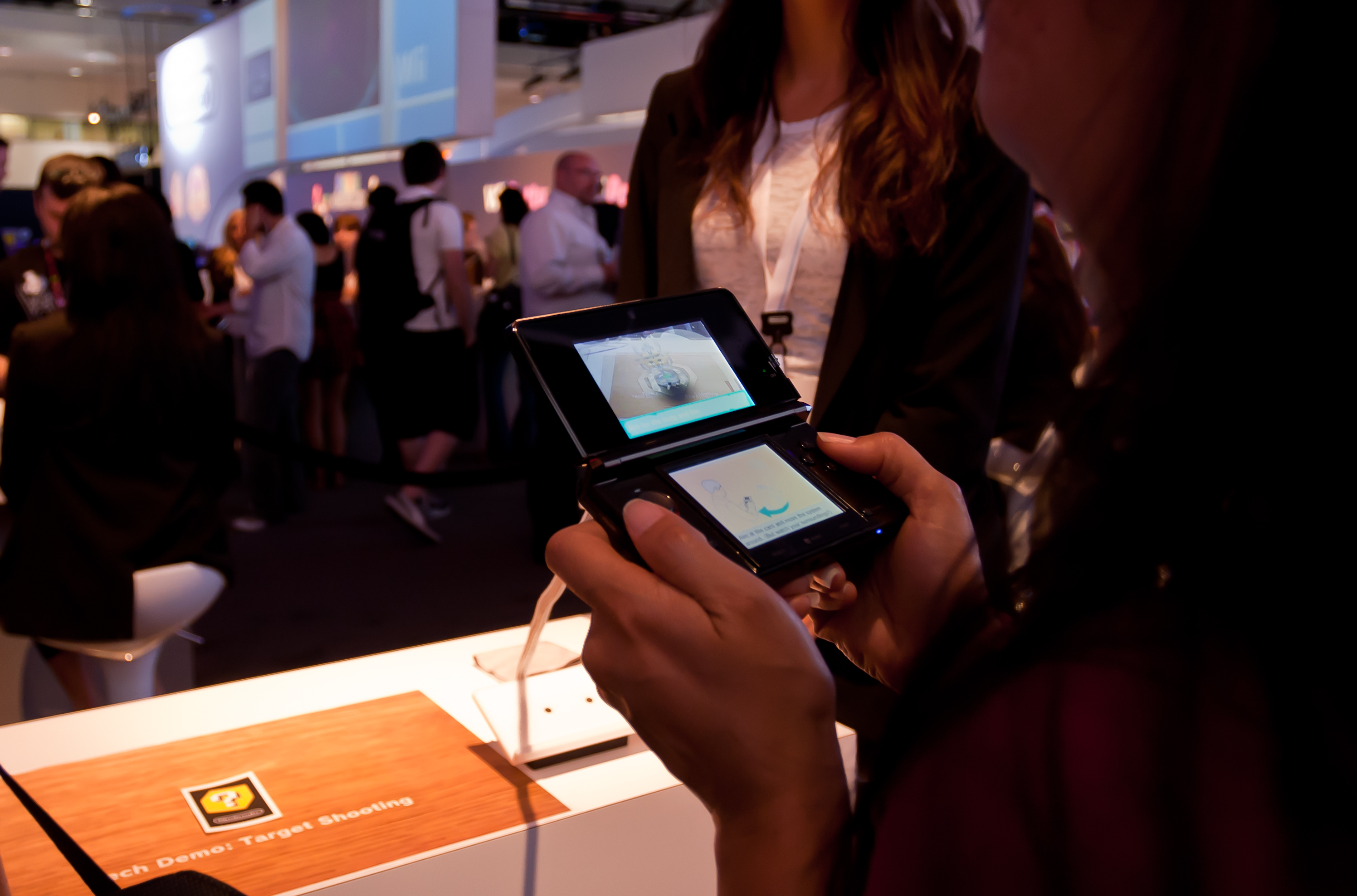
Một bản thử nghiệm công nghệ thực tế ảo có tên Target Shooting, như đã thấy tại E3 2010.

AR Games là một bản tổng hợp của một số minigame thực tế ảo và các công cụ đơn giản, cài đặt sẵn trên mọi máy Nintendo 3DS, tương ứng với 6 thẻ giấy, dùng để tương tác với một số trò chơi nhất định. Năm trong số sáu lá bài có hình một nhân vật trên đó, bao gồm Mario, Link, Kirby, Pikmin và Samus. Thẻ thứ 6 là một hình hộp dấu hỏi trong loạt Super Mario Bros. Nintendo đã xuất bản các phiên bản có thể tải xuống của thẻ này với kích thước lớn hơn. Bằng cách quét các thẻ, đồ họa thời gian thực sẽ được chèn vào các cảnh quay trực tiếp. Ngoài ra còn có thể chụp ảnh 3D các nhân vật Nintendo, sử dụng cho cả sáu Thẻ AR, cũng như Miis của chúng.
Một số thẻ AR cũng tương thích với các game Nintendo 3DS khác như Nintendogs + Cats, Kid Icarus: Uprising, Pokédex 3D Pro, Freakyforms: Your Creations, Alive!, và Tetris: Axis.
Face Raiders là một ứng dụng thực tế ảo khác được cài đặt sẵn trên mọi máy Nintendo 3DS. Để bắt đầu chơi, người dùng phải chụp ảnh khuôn mặt của mọi người. Những khuôn mặt này sau đó biến thành kẻ địch và tấn công người chơi, người chơi phải bắn chúng bằng con quay hồi chuyển của máy. Bối cảnh của trò chơi là góc nhìn của camera phía sau. Nếu có ai đó đi ngang qua cảnh nền, trò chơi sẽ lấy hình ảnh từ khuôn mặt của họ, đồng thời thêm họ vào làm kẻ địch. Nó có chức năng tự động thu thập các khuôn mặt từ thư viện hình ảnh của máy.
Có những ứng dụng Nintendo 3DS khác sử dụng các khả năng AR tương tự, chẳng hạn như Photos with Mario, Photos with Animal Crossing, Pokémon Dream Radar, và Spirit Camera: The Cursed Memoir.

### Download Play
Download Play cho phép người dùng chơi các trò chơi nhiều người chơi với các máy Nintendo 3DS khác chỉ bằng một Thẻ trò chơi. Người chơi phải tụ họp các máy của họ trong phạm vi không dây (tối đa gần 20 mét) để tải xuống dữ liệu cần thiết từ máy chủ. Download Play trên Nintendo 3DS cũng có tính năng tương thích ngược, có nghĩa là nó cũng hỗ trợ các game Nintendo DS. Không giống như Download Play trên Nintendo DS, khi đã tải dữ liệu trò chơi xuống thì nó vẫn lưu trên thẻ SD của máy, không yêu cầu tải xuống lại sau này. Các trò chơi Nintendo 3DS chỉ có thể chuyển tối đa 32 MB dữ liệu sang các máy khác. Các hình thức khác của chế độ nhiều người chơi sẽ yêu cầu mỗi người chơi phải sở hữu phần mềm hiện đang sử dụng.

### Tương thích ngược
Xem thêm: Danh sách trò chơi Nintendo DS và Danh sách trò chơi và ứng dụng DSiWare
Ngoài những phần mềm độc quyền, Nintendo 3DS tương thích ngược với hầu hết các phần mềm Nintendo DS và Nintendo DSi. Giống như DSi và DSi XL, Nintendo 3DS không tương thích với phần mềm DS yêu cầu sử dụng cổng Game Boy Advance. Phần mềm Nintendo DS và DSi không thể phát ra hình ảnh 3D trên 3DS. Độ phân giải màn hình DS gốc sẽ hiển thị theo tỷ lệ nhỏ hơn và bị kéo giãn do độ phân giải của màn hình 3DS to hơn. Nếu người dùng nhấn giữ nút START hoặc SELECT khi khởi chạy phần mềm Nintendo DS, màn hình mô phỏng sẽ hiển thị ở độ phân giải gốc của Nintendo DS, mặc dù nhỏ hơn, với viền đen. Trên Nintendo 3DS XL, phương pháp này sẽ đem đến kích thước tương tự như kích thước gốc của chúng (do kích thước màn hình XL lớn hơn), không giống như máy 3DS gốc, các trò chơi dường như sẽ bị thu nhỏ đi.

#### Virtual Console
Bài chính: Virtual Console
Virtual Console là dịch vụ cho phép chủ sở hữu Nintendo 3DS tải xuống và chơi các trò chơi ban đầu được phát hành cho Game Boy, Game Boy Color, Sega Game Gear, Nintendo Entertainment System và đặc quyền cho các mẫu máy New Nintendo 3DS, Super Nintendo Entertainment System. Các trò chơi trên Virtual Console được phân phối qua Internet băng thông rộng trên Nintendo eShop và sẽ lưu vào thẻ SD có thể tháo rời. Sau khi tải xuống, có thể truy cập các trò chơi Virtual Console từ Home Menu dưới dạng các ứng dụng riêng lẻ. Dịch vụ ra mắt ngày 6 tháng 6 tại Bắc Mỹ và ngày 7 tháng 6 năm 2011 tại Nhật Bản và Châu Âu, dưới dạng một phần của bản cập nhật hệ thống.
Nintendo và Sega cũng ra mắt loạt 3D Classics, gồm bộ sưu tập chọn lọc các trò chơi retro nâng cao cho Nintendo 3DS cập nhật đồ họa lập thể.

### Sử dụng không phải để chơi trò chơi
Bảo tàng Louvre ở Paris ký hợp đồng với Nintendo để tạo ra một chương trình hướng dẫn khách truy cập nghe nhìn bằng 3DS. Nintendo 3DS Guide: Louvre là hướng dẫn chứa hơn 30 giờ âm thanh, hơn 1.000 bức ảnh nghệ thuật, bảo tàng, bao gồm chế độ xem 3D và cung cấp điều hướng nhờ các máy phát GPS cài đặt sẵn trong bảo tàng. Hướng dẫn sẽ được tải xuống 3DS XL sau khi người tham quan trả tiền thuê tại bảo tàng hoặc có thể mua từ Nintendo eShop. Không giống như hầu hết các game 3DS, hướng dẫn không bị khóa khu vực.

## So sánh
| Tên                        | New Nintendo 2DS XL | New Nintendo 3DS XL | New Nintendo 3DS | Nintendo 2DS | Nintendo 3DS XL | Nintendo 3DS |
| Logo                       | | | | | | |
| -------------------------- | --- | --- | --- | --- | --- | --- |
| Console                    | | | | | | |
| Sản xuất                   | Ngừng sản xuất (kể từ ngày 16 tháng 9 năm 2020) | Ngừng sản xuất (kể từ ngày 16 tháng 9 năm 2020) | Ngừng sản xuất (kể từ ngày 16 tháng 9 năm 2020) | Ngừng sản xuất (kể từ ngày 16 tháng 9 năm 2020) | Ngừng sản xuất (kể từ ngày 16 tháng 9 năm 2020) | Ngừng sản xuất (kể từ ngày 16 tháng 9 năm 2020) |
| Thế hệ                     | Thế hệ thứ tám | Thế hệ thứ tám | Thế hệ thứ tám | Thế hệ thứ tám | Thế hệ thứ tám | Thế hệ thứ tám |
| Ngày phát hành             | - AU: ngày 15 tháng 6 năm 2017 - JP: ngày 13 tháng 7 năm 2017 - NA: ngày 28 tháng 7 năm 2017 - EU: ngày 28 tháng 7 năm 2017 | - JP: ngày 11 tháng 10 năm 2014 - AU: ngày 21 tháng 11 năm 2014 - EU: ngày 13 tháng 2 năm 2015 - NA: ngày 13 tháng 2 năm 2015 | - JP: ngày 25 tháng 10 năm 2014 - AU: ngày 21 tháng 11 năm 2014 - EU: ngày 13 tháng 2 năm 2015 - NA: ngày 25 tháng 9 năm 2015 | - AU: ngày 12 tháng 10 năm 2013 - EU: ngày 12 tháng 10 năm 2013 - NA: ngày 12 tháng 10 năm 2013 - JP: ngày 27 tháng 2 năm 2016 | - JP: ngày 28 tháng 7 năm 2012 - EU: ngày 28 tháng 7 năm 2012 - NA: ngày 19 tháng 8 năm 2012 - AU: ngày 23 tháng 8 năm 2012 | - JP: ngày 26 tháng 2 năm 2011 - EU: ngày 25 tháng 3 năm 2011 - NA: ngày 27 tháng 3 năm 2011 - AU: ngày 31 tháng 3 năm 2011 |
| Giá bán ra mắt             | - US$149.99 - A$199.99 - C$199.99 - £129.99 | - JP¥18,900 - US$199.99 - A$249.99 - C$239.99 - €199.99 - £179.99 | - JP¥16,000 - US$219.99 - A$219.95 - €169.99 - £149.99 | - US$129.99 - €129.99 - £109.99 - A$149.95 | - ¥18,900 - US$199.99 - €199.99 - £179.99 - A$249.95 | - ¥25,000 - US$249.99 - €249.99 - £209.99 - A$349.95 |
| Giá bán hiện tại           | Ngừng sản xuất | Ngừng sản xuất | Ngừng sản xuất | Ngừng sản xuất | Ngừng sản xuất | Ngừng sản xuất |
| Số máy đã bán ra           | Toàn cầu: 75.94 triệu (số liệu đến 31 tháng 3 năm 2021) gồm 60.41 triệu máy 3DS và biến thể, và 12.12 triệu máy 2DS và biến thể | Toàn cầu: 75.94 triệu (số liệu đến 31 tháng 3 năm 2021) gồm 60.41 triệu máy 3DS và biến thể, và 12.12 triệu máy 2DS và biến thể | Toàn cầu: 75.94 triệu (số liệu đến 31 tháng 3 năm 2021) gồm 60.41 triệu máy 3DS và biến thể, và 12.12 triệu máy 2DS và biến thể | Toàn cầu: 75.94 triệu (số liệu đến 31 tháng 3 năm 2021) gồm 60.41 triệu máy 3DS và biến thể, và 12.12 triệu máy 2DS và biến thể | Toàn cầu: 75.94 triệu (số liệu đến 31 tháng 3 năm 2021) gồm 60.41 triệu máy 3DS và biến thể, và 12.12 triệu máy 2DS và biến thể | Toàn cầu: 75.94 triệu (số liệu đến 31 tháng 3 năm 2021) gồm 60.41 triệu máy 3DS và biến thể, và 12.12 triệu máy 2DS và biến thể |
| Tựa trò chơi bán chạy nhất | Mario Kart 7, 18.94 triệu (số liệu đến 31 tháng 3 năm 2021) | Mario Kart 7, 18.94 triệu (số liệu đến 31 tháng 3 năm 2021) | Mario Kart 7, 18.94 triệu (số liệu đến 31 tháng 3 năm 2021) | Mario Kart 7, 18.94 triệu (số liệu đến 31 tháng 3 năm 2021) | Mario Kart 7, 18.94 triệu (số liệu đến 31 tháng 3 năm 2021) | Mario Kart 7, 18.94 triệu (số liệu đến 31 tháng 3 năm 2021) |
| Khả năng 3D                | Không | Có (có thể chỉnh độ sâu với Super Stable 3D) | Có (có thể chỉnh độ sâu với Super Stable 3D) | Không | Có | Có |
| Màn hình                   | 4.88 in 800 × 240 | Gia tốc (3D) 4.88 in (124 mm) | Gia tốc (3D) 3.88 in (99 mm) | 3.52 in (90 mm) | Gia tốc (3D) 4.88 in (124 mm) | Gia tốc (3D) 3.53 in (90 mm) |
| Màn hình                   | Màn trên: px WQVGA | Màn trên: 800 × 240 px (400 × 240 WQVGA mỗi mắt) | Màn trên: 800 × 240 px (400 × 240 WQVGA mỗi mắt) | Màn trên: 400 × 240 px WQVGA | Màn trên: 800 × 240 px (400 × 240 WQVGA mỗi mắt) | Màn trên: 800 × 240 px (400 × 240 WQVGA mỗi mắt) |
| Màn hình                   | Màn dưới: 320 × 240 QVGA | | | | | |
| Màn hình                   | khoảng 16.77 triệu màu | | | | | |
| Màn hình                   | 5 cấp độ sáng | 5 cấp độ sáng & chức năng tự chỉnh độ sáng | 5 cấp độ sáng & chức năng tự chỉnh độ sáng | 5 cấp độ sáng | 5 cấp độ sáng | 5 cấp độ sáng |
| Vi xử lý                   | 804 MHz quad-core ARM11 & 134 MHz single-core ARM9 | 804 MHz quad-core ARM11 & 134 MHz single-core ARM9 | 804 MHz quad-core ARM11 & 134 MHz single-core ARM9 | 268 MHz dual-core ARM11 & 134 MHz single-core ARM9 | 268 MHz dual-core ARM11 & 134 MHz single-core ARM9 | 268 MHz dual-core ARM11 & 134 MHz single-core ARM9 |
| Đồ họa                     | 268 MHz Digital Media Professionals PICA200 | 268 MHz Digital Media Professionals PICA200 | 268 MHz Digital Media Professionals PICA200 | 268 MHz Digital Media Professionals PICA200 | 268 MHz Digital Media Professionals PICA200 | 268 MHz Digital Media Professionals PICA200 |
| Bộ nhớ tạm                 | 256 MB FCRAM @ 6.4GB/s (64 MB Reserved for OS) | 256 MB FCRAM @ 6.4GB/s (64 MB Reserved for OS) | 256 MB FCRAM @ 6.4GB/s (64 MB Reserved for OS) | 128 MB FCRAM @ 3.2GB/s (32 MB Reserved for OS) | 128 MB FCRAM @ 3.2GB/s (32 MB Reserved for OS) | 128 MB FCRAM @ 3.2GB/s (32 MB Reserved for OS) |
| Camera                     | Một mặt trước và hai cảm biến 0,3 MP (VGA) hướng ra ngoài Đèn LED hồng ngoại đối diện với người dùng | Một mặt trước và hai cảm biến 0,3 MP (VGA) hướng ra ngoài Đèn LED hồng ngoại đối diện với người dùng | Một mặt trước và hai cảm biến 0,3 MP (VGA) hướng ra ngoài Đèn LED hồng ngoại đối diện với người dùng | Một mặt trước và hai cảm biến 0,3 MP (VGA) hướng ra ngoài | Một mặt trước và hai cảm biến 0,3 MP (VGA) hướng ra ngoài | Một mặt trước và hai cảm biến 0,3 MP (VGA) hướng ra ngoài |
| Bộ nhớ                     | Đi kèm thẻ 4 GB Micro SD | Đi kèm thẻ 4 GB Micro SD | Đi kèm thẻ 4 GB Micro SD | Đi kèm thẻ 4 GB SDHC | Đi kèm thẻ 4 GB SDHC | Đi kèm thẻ 2 GB SD |
| Thẻ vật lý                 | Thẻ trò chơi Nintendo 3DS (1-8 GB) Thẻ trò chơi Nintendo DS (8-512 MB) | Thẻ trò chơi Nintendo 3DS (1-8 GB) Thẻ trò chơi Nintendo DS (8-512 MB) | Thẻ trò chơi Nintendo 3DS (1-8 GB) Thẻ trò chơi Nintendo DS (8-512 MB) | Thẻ trò chơi Nintendo 3DS (1-8 GB) Thẻ trò chơi Nintendo DS (8-512 MB) | Thẻ trò chơi Nintendo 3DS (1-8 GB) Thẻ trò chơi Nintendo DS (8-512 MB) | Thẻ trò chơi Nintendo 3DS (1-8 GB) Thẻ trò chơi Nintendo DS (8-512 MB) |
| Đầu vào                    | - D-pad - Circle Pad - Analog nub (C-stick) - A/B/X/Y, L/R, ZL/ZR, và nút START/SELECT - Nút Home - Màn hình cảm ứng - Micro - Máy ảnh - Cảm biến chuyển động - Cảm biến con quay | - D-pad - Circle Pad - Analog nub (C-stick) - A/B/X/Y, L/R, ZL/ZR, và nút START/SELECT - Nút Home - Màn hình cảm ứng - Micro - Máy ảnh - Cảm biến chuyển động - Cảm biến con quay | - D-pad - Circle Pad - Analog nub (C-stick) - A/B/X/Y, L/R, ZL/ZR, và nút START/SELECT - Nút Home - Màn hình cảm ứng - Micro - Máy ảnh - Cảm biến chuyển động - Cảm biến con quay | - D-pad - Circle Pad - AA/B/X/Y, L/R, ZL/ZR, và nút START/SELECT - Nút Home - Màn hình cảm ứng - Micro - Máy ảnh - Cảm biến chuyển động - Cảm biến con quay | - D-pad - Circle Pad (có thể thêm x 2 nút) - A/B/X/Y, L/R, và nút START/SELECT (có thể thêm x 2 nút ZL/ZR) - Nút Home - Màn hình cảm ứng - Micro - Máy ảnh - Cảm biến chuyển động - Cảm biến con quay | - D-pad - Circle Pad (có thể thêm x 2 nút) - A/B/X/Y, L/R, và nút START/SELECT (có thể thêm x 2 nút ZL/ZR) - Nút Home - Màn hình cảm ứng - Micro - Máy ảnh - Cảm biến chuyển động - Cảm biến con quay |
| Pin                        | 1400 mAh lithium-ion - 3.5–7 tiếng (được xác định bởi độ sáng màn hình, Wi-Fi, âm lượng âm thanh) | 1750 mAh lithium-ion - 3.5–7 giờ (được xác định bởi độ sáng màn hình, Wi-Fi, âm lượng âm thanh và hiệu ứng 3D) | 1400 mAh lithium-ion - 3.5–6 giờ (được xác định bởi độ sáng màn hình, Wi-Fi, âm lượng âm thanh và hiệu ứng 3D) | 1300 mAh lithium-ion - 3.5–5.5 giờ (được xác định bởi độ sáng màn hình, Wi-Fi và âm lượng âm thanh) | 1750 mAh lithium-ion - 3.5–6.5 giờ (được xác định bởi độ sáng màn hình, Wi-Fi, âm lượng âm thanh và hiệu ứng 3D) | 1300 mAh lithium-ion - 3–5 giờ (được xác định bởi độ sáng màn hình, Wi-Fi, âm lượng âm thanh và hiệu ứng 3D) |
| Pin                        | 5–9 giờ cho chế độ tương thích DS | 7–12 giờ cho chế độ tương thích DS | 6.5–10.5 giờ cho chế độ tương thích DS | 5–9 giờ cho chế độ tương thích DS | 6–10 giờ cho chế độ tương thích DS | 5–8 giờ cho chế độ tương thích DS |
| Kết nối                    | - Tích hợp 802.11b/g - Bộ thu phát hồng ngoại - Đầu đọc NFC cho Amiibo | - Tích hợp 802.11b/g - Bộ thu phát hồng ngoại - Đầu đọc NFC cho Amiibo | - Tích hợp 802.11b/g - Bộ thu phát hồng ngoại - Đầu đọc NFC cho Amiibo | - Tích hợp 802.11b/g - Bộ thu phát hồng ngoại - Đầu đọc NFC cho Amiibo (thêm vào) | - Tích hợp 802.11b/g - Bộ thu phát hồng ngoại - Đầu đọc NFC cho Amiibo (thêm vào) | - Tích hợp 802.11b/g - Bộ thu phát hồng ngoại - Đầu đọc NFC cho Amiibo (thêm vào) |
| Bút cảm ứng                | Dài 69 mm (2.7 in) | Dài 86 mm (3.4 in) | Dài 76.5 mm (3.01 in) | Dài 96 mm (3.8 in) | Dài 96 mm (3.8 in) | Có thể mở rộng dài tới 100 mm (3,9 in) |
| Nặng                       | 260 grams (9.2 oz) | 329 grams (11.6 oz) | 253 grams (8.9 oz) | 260 grams (9.2 oz) | 336 grams (11.9 oz) | 235 grams (8.3 oz) |
| Kích thước                 | 159.36 mm (6.27 in) W 86.36 mm (3.4 in) D 20.8 mm (0.81 in) H | 160 mm (6.3 in) W 93.5 mm (3.68 in) D 21.5 mm (0.85 in) H | 142 mm (5.6 in) W 80.6 mm (3.17 in) D 21.6 mm (0.85 in) H | 144 mm (5.7 in) W 127 mm (5.0 in) D 20.3 mm (0.80 in) H | 156 mm (6.1 in) W 93 mm (3.7 in) D 22 mm (0.87 in) H | 134 mm (5.3 in) W 74 mm (2.9 in) D 22 mm (0.87 in) H |
| Dịch vụ trực tuyến         | Nintendo Network - Nintendo eShop - Nintendo Wi-Fi Connection (Ngừng sử dụng cho các trò chơi DS) - Miiverse (Đã ngừng) - Nintendo Video (Đã ngừng) - Swapnote (Nintendo Letter Box vùng PAL) (Đã ngừng) - StreetPass Mii Plaza (những người chơi xung quanh và trực tuyến đã gặp nhau) - SpotPass and StreetPass - Internet Browser - Nintendo Network ID | Nintendo Network - Nintendo eShop - Nintendo Wi-Fi Connection (Ngừng sử dụng cho các trò chơi DS) - Miiverse (Đã ngừng) - Nintendo Video (Đã ngừng) - Swapnote (Nintendo Letter Box vùng PAL) (Đã ngừng) - StreetPass Mii Plaza (những người chơi xung quanh và trực tuyến đã gặp nhau) - SpotPass and StreetPass - Internet Browser - Nintendo Network ID | Nintendo Network - Nintendo eShop - Nintendo Wi-Fi Connection (Ngừng sử dụng cho các trò chơi DS) - Miiverse (Đã ngừng) - Nintendo Video (Đã ngừng) - Swapnote (Nintendo Letter Box vùng PAL) (Đã ngừng) - StreetPass Mii Plaza (những người chơi xung quanh và trực tuyến đã gặp nhau) - SpotPass and StreetPass - Internet Browser - Nintendo Network ID | Nintendo Network - Nintendo eShop - Nintendo Wi-Fi Connection (Ngừng sử dụng cho các trò chơi DS) - Miiverse (Đã ngừng) - Nintendo Video (Đã ngừng) - Swapnote (Nintendo Letter Box vùng PAL) (Đã ngừng) - StreetPass Mii Plaza (những người chơi xung quanh và trực tuyến đã gặp nhau) - SpotPass and StreetPass - Internet Browser - Nintendo Network ID | Nintendo Network - Nintendo eShop - Nintendo Wi-Fi Connection (Ngừng sử dụng cho các trò chơi DS) - Miiverse (Đã ngừng) - Nintendo Video (Đã ngừng) - Swapnote (Nintendo Letter Box vùng PAL) (Đã ngừng) - StreetPass Mii Plaza (những người chơi xung quanh và trực tuyến đã gặp nhau) - SpotPass and StreetPass - Internet Browser - Nintendo Network ID | Nintendo Network - Nintendo eShop - Nintendo Wi-Fi Connection (Ngừng sử dụng cho các trò chơi DS) - Miiverse (Đã ngừng) - Nintendo Video (Đã ngừng) - Swapnote (Nintendo Letter Box vùng PAL) (Đã ngừng) - StreetPass Mii Plaza (những người chơi xung quanh và trực tuyến đã gặp nhau) - SpotPass and StreetPass - Internet Browser - Nintendo Network ID |
| Các ứng dụng được tải sẵn  | - Health & Safety Information - Nintendo 3DS / DS Game Card launcher - Nintendo 3DS Camera (quay và chỉnh sửa ảnh và video) - Nintendo 3DS Sound - Nintendo eShop - Mii Maker - StreetPass Mii Plaza - AR Games - Face Raiders - Activity Log - Nintendo Zone (chỉ một số vùng) - Nintendo Video - Swapnote (Nintendo Letter Box ở vùng PAL) - Eurosport (chỉ một số khu vực) - Netflix (chỉ một số khu vực, với đăng ký trả phí) - YouTube - Hulu Plus (chỉ một số khu vực, với đăng ký trả phí) - 3DS/DS Download Play - System Settings - Game Notes - Friend List - Notifications - Internet Browser | - Health & Safety Information - Nintendo 3DS / DS Game Card launcher - Nintendo 3DS Camera (quay và chỉnh sửa ảnh và video) - Nintendo 3DS Sound - Nintendo eShop - Mii Maker - StreetPass Mii Plaza - AR Games - Face Raiders - Activity Log - Nintendo Zone (chỉ một số vùng) - Nintendo Video - Swapnote (Nintendo Letter Box ở vùng PAL) - Eurosport (chỉ một số khu vực) - Netflix (chỉ một số khu vực, với đăng ký trả phí) - YouTube - Hulu Plus (chỉ một số khu vực, với đăng ký trả phí) - 3DS/DS Download Play - System Settings - Game Notes - Friend List - Notifications - Internet Browser | - Health & Safety Information - Nintendo 3DS / DS Game Card launcher - Nintendo 3DS Camera (quay và chỉnh sửa ảnh và video) - Nintendo 3DS Sound - Nintendo eShop - Mii Maker - StreetPass Mii Plaza - AR Games - Face Raiders - Activity Log - Nintendo Zone (chỉ một số vùng) - Nintendo Video - Swapnote (Nintendo Letter Box ở vùng PAL) - Eurosport (chỉ một số khu vực) - Netflix (chỉ một số khu vực, với đăng ký trả phí) - YouTube - Hulu Plus (chỉ một số khu vực, với đăng ký trả phí) - 3DS/DS Download Play - System Settings - Game Notes - Friend List - Notifications - Internet Browser | - Health & Safety Information - Nintendo 3DS / DS Game Card launcher - Nintendo 3DS Camera (quay và chỉnh sửa ảnh và video) - Nintendo 3DS Sound - Nintendo eShop - Mii Maker - StreetPass Mii Plaza - AR Games - Face Raiders - Activity Log - Nintendo Zone (chỉ một số vùng) - Nintendo Video - Swapnote (Nintendo Letter Box ở vùng PAL) - Eurosport (chỉ một số khu vực) - Netflix (chỉ một số khu vực, với đăng ký trả phí) - YouTube - Hulu Plus (chỉ một số khu vực, với đăng ký trả phí) - 3DS/DS Download Play - System Settings - Game Notes - Friend List - Notifications - Internet Browser | - Health & Safety Information - Nintendo 3DS / DS Game Card launcher - Nintendo 3DS Camera (quay và chỉnh sửa ảnh và video) - Nintendo 3DS Sound - Nintendo eShop - Mii Maker - StreetPass Mii Plaza - AR Games - Face Raiders - Activity Log - Nintendo Zone (chỉ một số vùng) - Nintendo Video - Swapnote (Nintendo Letter Box ở vùng PAL) - Eurosport (chỉ một số khu vực) - Netflix (chỉ một số khu vực, với đăng ký trả phí) - YouTube - Hulu Plus (chỉ một số khu vực, với đăng ký trả phí) - 3DS/DS Download Play - System Settings - Game Notes - Friend List - Notifications - Internet Browser | - Health & Safety Information - Nintendo 3DS / DS Game Card launcher - Nintendo 3DS Camera (quay và chỉnh sửa ảnh và video) - Nintendo 3DS Sound - Nintendo eShop - Mii Maker - StreetPass Mii Plaza - AR Games - Face Raiders - Activity Log - Nintendo Zone (chỉ một số vùng) - Nintendo Video - Swapnote (Nintendo Letter Box ở vùng PAL) - Eurosport (chỉ một số khu vực) - Netflix (chỉ một số khu vực, với đăng ký trả phí) - YouTube - Hulu Plus (chỉ một số khu vực, với đăng ký trả phí) - 3DS/DS Download Play - System Settings - Game Notes - Friend List - Notifications - Internet Browser |
| Khóa vùng                  | Có | Có | Có | Có | Có | Có |
| Tương thích ngược          | Chỉ thẻ vật lý Thẻ trò chơi Nintendo Thẻ trò chơi Nintendo DS/DSi Chỉ tải - DSiWare - Virtual Console - Game Boy - Game Boy Color - SNES - Game Boy Advance (Chỉ dành cho Nintendo 3DS Ambassador Program) - Sega Game Gear - Turbografx16 (Chỉ có ở Nhật Bản) - Nintendo Entertainment System | Chỉ thẻ vật lý Thẻ trò chơi Nintendo Thẻ trò chơi Nintendo DS/DSi Chỉ tải - DSiWare - Virtual Console - Game Boy - Game Boy Color - SNES - Game Boy Advance (Chỉ dành cho Nintendo 3DS Ambassador Program) - Sega Game Gear - Turbografx16 (Chỉ có ở Nhật Bản) - Nintendo Entertainment System | Chỉ thẻ vật lý Thẻ trò chơi Nintendo Thẻ trò chơi Nintendo DS/DSi Chỉ tải - DSiWare - Virtual Console - Game Boy - Game Boy Color - SNES - Game Boy Advance (Chỉ dành cho Nintendo 3DS Ambassador Program) - Sega Game Gear - Turbografx16 (Chỉ có ở Nhật Bản) - Nintendo Entertainment System | Chỉ thẻ vật lý Thẻ trò chơi Nintendo Thẻ trò chơi Nintendo DS/DSi Chỉ tải - DSiWare - Virtual Console - Game Boy - Game Boy Color - Game Boy Advance (Chỉ dành cho Nintendo 3DS Ambassador Program) - Sega Game Gear - Turbografx16 (Chỉ có ở Nhật Bản) - Nintendo Entertainment System | Chỉ thẻ vật lý Thẻ trò chơi Nintendo Thẻ trò chơi Nintendo DS/DSi Chỉ tải - DSiWare - Virtual Console - Game Boy - Game Boy Color - Game Boy Advance (Chỉ dành cho Nintendo 3DS Ambassador Program) - Sega Game Gear - Turbografx16 (Chỉ có ở Nhật Bản) - Nintendo Entertainment System | Chỉ thẻ vật lý Thẻ trò chơi Nintendo Thẻ trò chơi Nintendo DS/DSi Chỉ tải - DSiWare - Virtual Console - Game Boy - Game Boy Color - Game Boy Advance (Chỉ dành cho Nintendo 3DS Ambassador Program) - Sega Game Gear - Turbografx16 (Chỉ có ở Nhật Bản) - Nintendo Entertainment System |

## Tiếp nhận
Phần cứng Nintendo 3DS nhận được những đánh giá rất tích cực. IGN gọi thiết kế phần cứng của Nintendo 3DS là "sự tiến hóa vượt bậc từ Nintendo DSi." CNET ca ngợi hiệu ứng 3D của thiết bị, trong khi IGN cho là "ấn tượng sắc nét và trong trẻo", và ấn tượng hơn so với tiền nhiệm của nó, mặc dù nên lưu ý rằng hiệu ứng 3D chỉ hoạt động nếu máy được giữ ở khoảng cách và góc nhất định. Phàn nàn nhiều nhất là tuổi thọ pin của 3DS; Engadget báo cáo pin chỉ kéo dài3 giờ, trong khi IGN báo cáo 2 đến 4,5 giờ chơi.
Nintendo 3DS XL đã được đón nhận nồng nhiệt khi ra mắt. Người đánh giá thường đề xuất máy cho những người mới biết đến dòng Nintendo 3DS, mặc dù không thay đổi quá nhiều đối với những chủ sở hữu hiện tại của Nintendo 3DS. Kotaku đã đề cập "có thể là thiết bị chơi trò chơi di động tốt nhất từ trước đến nay... [và] một chiếc máy được thiết kế tốt..." và "có nhiều trò chơi tuyệt vời" trong khi The Verge gọi đây là "hệ máy chơi game cầm tay tốt nhất phải mua ngay." Nintendo 3DS XL cải thiện thời lượng pin của 3DS gốc. Kotaku tuyên bố pin của Nintendo 3DS XL "kéo dài như một chuyến bay xuyên quốc gia." Sam Byford của The Verge lưu ý màn hình trên lớn hơn làm cho hình ảnh bị răng cưa và có độ phân giải thấp. Tuy nhiên, ông nói cảm giác 3D sâu hơn: "3DS cho cảm giác như đang nhìn qua một thế giới khác từ một cái lỗ, XL gần giống như bước qua cánh cửa." Mặt khác, Destructoid nói hiệu ứng 3D trên XL tinh tế hơn so với tiền nhiệm. The Verge đánh giá tích cực về chất lượng máy và thiết kế tinh tế được cải tiến trên bản gốc. Một nhà phê bình của Destructoid cho biết 3DS XL dễ sử dụng hơn so với Nintendo 3DS thông thường, chủ yếu là do ông vốn có bàn tay lớn. The Verge ghi nhận chất lượng âm thanh thấp hơn so với bản gốc vì các loa nhỏ hơn. Cả The Verge và Gizmodo đều phàn nàn về máy ảnh chất lượng thấp.

### Doanh thu
| Ngày       | Nhật Bản | Mỹ    | Khác  | Tổng  | Tăng   |
| ---------- | -------- | ----- | ----- | ----- | ------ |
| 2011-03-31 | 1.06     | 1.32  | 1.23  | —     |        |
| 2011-06-30 | 1.27     | 1.43  | 1.63  | 4.32  | 19.7%  |
| 2011-09-30 | 2.13     | 2.13  | 2.42  | 6.68  | 54.6%  |
| 2011-12-31 | 4.66     | 5.47  | 4.91  | 15.03 | 125%   |
| 2012-03-31 | 5.85     | 5.99  | 5.30  | 17.13 | 14%    |
| 2012-06-30 | 6.76     | 6.41  | 5.82  | 19.00 | 10.9%  |
| 2012-09-30 | 7.94     | 7.38  | 6.88  | 22.19 | 16.8%  |
| 2012-12-31 | 10.88    | 9.97  | 8.99  | 29.84 | 34.5%  |
| 2013-03-31 | 11.54    | 10.26 | 9.29  | 31.09 | 4.2%   |
| 2013-06-30 | 12.18    | 10.62 | 9.69  | 32.48 | 4.5%   |
| 2013-09-30 | 13.33    | 11.43 | 10.22 | 34.98 | 7.7%   |
| 2013-12-31 | 15.76    | 14.36 | 12.62 | 42.74 | 22.18% |
| 2014-03-31 | 15.89    | 14.59 | 12.85 | 43.33 | 1.4%   |
| 2014-06-30 | 16.15    | 14.83 | 13.16 | 44.14 | 1.84%  |
| 2014-09-30 | 16.61    | 15.27 | 13.54 | 45.42 | 2.9%   |
| 2014-12-31 | 18.70    | 16.77 | 14.93 | 50.41 | 10.99% |
| 2015-03-31 | 18.96    | 17.51 | 15.58 | 52.06 | 1.4%   |
| 2015-06-30 | 19.25    | 17.91 | 15.90 | 53.07 | 1.4%   |
| 2015-09-30 | 19.79    | 18.27 | 16.29 | 54.34 | 2.4%   |
| 2015-12-31 | 20.97    | 19.50 | 17.47 | 57.94 | 2.4%   |
| 2016-03-31 | 21.32    | 19.76 | 17.77 | 58.85 | 1.4%   |
| 2016-06-30 | 21.63    | 20.11 | 18.05 | 59.79 | 1.6%   |
| 2016-09-30 | 22.14    | 20.73 | 18.69 | 61.57 | 2.98%  |
| 2016-12-31 | 23.13    | 21.96 | 20.21 | 65.30 | 5.7%   |
| 2017-03-31 | 23.31    | 22.32 | 20.50 | 66.12 | 1.26%  |
| 2017-06-30 | 23.54    | 22.73 | 20.80 | 67.08 | 1.45%  |
| 2017-09-30 | 24.07    | 23.49 | 21.42 | 68.98 | 2.83%  |
| 2017-12-31 | 24.63    | 24.88 | 22.48 | 71.99 | 4.36%  |
| 2018-03-31 | 24.70    | 25.17 | 22.66 | 72.53 | 0.75%  |
| 2018-06-30 | 24.76    | 25.37 | 22.76 | 72.89 | 0.5%   |
| 2018-09-30 | 24.93    | 25.67 | 22.92 | 73.53 | 0.88%  |
| 2018-12-31 | 25.15    | 26.35 | 23.34 | 74.84 | 1.78%  |
| 2019-03-31 | 25.18    | 26.45 | 23.46 | 75.08 | 0.32%  |
| 2019-06-30 | 25.20    | 26.54 | 23.54 | 75.28 | 0.27%  |
| 2019-09-30 | 25.22    | 26.62 | 23.61 | 75.45 | 0.23%  |
| 2019-12-31 | 25.24    | 26.72 | 23.75 | 75.71 | 0.34%  |
| 2020-03-31 | 25.26    | 26.73 | 23.78 | 75.77 | 0.08%  |

#### Trước khi ra mắt
Trước khi ra mắt, Amazon UK đã thông báo Nintendo 3DS là máy chơi trò chơi điện tử được đặt hàng trước nhiều nhất của họ từ trước đến nay. Nintendo of America tuyên bố số lượng đơn đặt hàng trước này thậm chí gấp đôi số lượng đơn đặt hàng trước của Wii.

#### Phát hành
Máy ra mắt tại Nhật Bản ngày 26 tháng 2 năm 2011 và đã bán sạch 400.000 máy Nintendo 3DS ngay trong ngày phát hành, trong bối cảnh các báo cáo về số lượng lớn đơn hàng đợi ở nước ngoài vẫn không ngừng tăng lên. Ngày 25 tháng 3 năm 2011, máy ra mắt tại châu Âu, bán 303.000 máy chỉ trong hai ngày đầu tiên phát hành. Ở Anh, 113.000 máy 3DS đã được bán ra, khiến nó trở thành hệ máy thành công nhất của Nintendo tại nước này tính đến ngày nay. Theo NPD Group, Nintendo đã bán ra khoảng 500.000 máy Nintendo 3DS trong tháng 3 năm 2011 tại Mỹ, với 440.000 máy Nintendo 3DS bán ra trong tuần đầu tiên phát hành. Tính đến ngày 31 tháng 3 năm 2011, 3DS đã bán ra 3,61 triệu máy, trong khi Nintendo dự kiến bán 4 triệu máy. Nintendo 3DS cũng là máy chơi trò chơi bán chạy nhất tại Úc, với 200.000 máy bán trong 37 tuần.

#### Giảm giá
Sau khi máy giảm giá gần một phần ba giá ban đầu vào quý 2 năm 2011, doanh số bán hàng đã tăng hơn 260 phần trăm trong giai đoạn 19 ngày trong tháng Bảy. Khoảng 185.000 máy đã bán sạch sau phiên giảm giá ngày 12 tháng 8. Tháng 8 cùng năm Nintendo đã bán ra hơn 235.000 máy Nintendo 3DS tại Mỹ, là máy chơi game chuyên dụng bán chạy thứ hai trong tháng.Khoảng 8 tháng sau khi phát hành, Nintendo of America tuyên bố doanh số của Nintendo 3DS đã vượt qua Nintendo DS bản đầu trong năm đầu tiên, tương đương khoảng 2,37 triệu máy được bán ra. Trong kỳ nghỉ lễ năm 2011, Nintendo 3DS bán được khoảng 1,6 triệu máy tại Nhật Bản. Đến cuối năm 2011, doanh số Nintendo 3DS đạt 4 triệu tại Mỹ. Nhìn chung, Nintendo đã bán ra 11,4 triệu máy Nintendo 3DS trên toàn thế giới vào năm 2011.

#### Chiến dịch bán hàng tiếp theo
Ngày 30 tháng 9 năm 2013, chủ tịch Nintendo Iwata Satoru tuyên bố Nintendo 3DS đã bán ra hơn 5 triệu máy tại Nhật Bản trong năm 2013. Đánh dấu việc máy đã vượt qua tiền nhiệm, Nintendo DS.
Sau khi ra mắt Nintendo 2DS, Nintendo đã bán ra 452.000 máy trong dòng Nintendo 3DS tại Mỹ trong tháng 10, gấp đôi doanh số của tháng trước. Như vậy, máy đã đạt được tháng thứ sáu liên tiếp là máy chơi game bán chạy nhất ở Mỹ. Tổng doanh số phần mềm của bên thứ nhất trong tháng đạt hơn 2 triệu đơn vị, cao nhất kể từ tháng 12 năm 2011. Nhà bán lẻ Target ở Bắc Mỹ báo cáo Nintendo 3DS XL là một trong những sản phẩm bán chạy nhất trong Black Friday. Ngày 29 tháng 11 năm 2013, phó tổng giám đốc Nintendo of France là Philippe Lavoué tuyên bố doanh số phần cứng trọn đời của Nintendo 3DS đạt 2,15 triệu máy tại Pháp, trong đó doanh số của Nintendo 2DS chiếm 30%. 3DS sở hữu 50% thị phần của tất cả các hệ máy trò chơi điện tử được bán và doanh số phần mềm Nintendo 3DS trong khu vực đã tăng từ 850.000 lên 1.700.000. Theo NPD Group, Nintendo đã bán khoảng 770.000 máy thuộc dòng Nintendo 3DS tháng 11 ở Bắc Mỹ, đẩy lên gần 10,5 triệu máy trong khu vực. Ngày 19 tháng 12 năm 2013, MCV báo cáo doanh số dòng Nintendo 3DS trọn đời tại Anh đã đạt 2 triệu máy, khiến nó trở thành máy chơi game bán chạy nhất trong năm.
Đến tháng 1 năm 2014, Nintendo đã bán được 900.000 máy tại Tây Ban Nha. Quý IV năm 2014 chứng kiến sự ra mắt của New Nintendo 3DS tại Nhật Bản và Úc. Mặc dù đã nâng cấp phần cứng, thêm một vài tựa trò chơi độc quyền và có khả năng chạy các trò chơi SNES Virtual Console, nhưng nó không được coi là một thế hệ mới. Máy vẫn được coi là một phần của dòng 3DS, và do đó được gộp trong các số liệu bán hàng này.
Quý đầu tiên của năm 2015 chứng kiến màn phát hành của New Nintendo 3DS, một phần của loạt 3DS và do đó nó được tính trong số liệu bán hàng này, ở Châu Âu và Bắc Mỹ.
Tính đến  ngày 31 tháng 12 năm 2019, Nintendo báo cáo 75.71 triệu máy đã bán ra trên toàn thế giới, trong đó 24,93 triệu chuyển đến Nhật Bản, 25,67 triệu chuyển đến châu Mỹ và 22,92 triệu đến các lãnh thổ khác bao gồm cả châu Âu.

## Mối quan tâm về sức khỏe
Nintendo công khai tuyên bố chế độ 3D của Nintendo 3DS không dành cho trẻ em từ 6 tuổi trở xuống, có thể gây hại cho tầm nhìn của chúng. Những người chơi trẻ tuổi nên sử dụng chế độ 2D, mặc dù Hiệp hội quang học Mỹ đảm bảo với phụ huynh nếu chơi game 3D trong chừng mực sẽ không gây hại cho trẻ em. Ngoài ra, 3DS có thể giúp kiểm tra xem liệu trẻ em trước 6 tuổi có vấn đề về thị lực hay không, theo Tiến sĩ Michael Duenas, phó giám đốc khoa học và chính sách y tế cho Hiệp hội quang học Mỹ, và Tiến sĩ Joe Ellis, chủ tịch của hiệp hội chuyên viên đo mắt. Tuy nhiên, Tiến sĩ David Hunter, một bác sĩ nhãn khoa nhi khoa liên kết với Học viện nhãn khoa Mỹ, tin rằng phần lớn suy đoán liệu một đứa trẻ có vấn đề nhận thức về chiều sâu của hình ảnh trong cuộc sống thực sẽ phản ứng với 3DS theo cách mà chính cha mẹ chúng đặt ra. Cảnh báo mơ hồ của Nintendo là, "có khả năng hình ảnh 3-D gửi những hình ảnh khác nhau đến mắt trái và mắt phải có thể ảnh hưởng đến sự phát triển thị lực ở trẻ nhỏ", nhưng không dẫn chứng bằng bất kỳ nghiên cứu khoa học nào, dẫn đến việc Duenas tin rằng việc này chỉ để né tránh trách nhiệm pháp lý, thay vì chống lại sự tổn hại thực tế.
Kiểm soát của phụ huynh nằm trong mục tùy chỉnh hệ thống, được bảo vệ bằng mã PIN, phụ huynh có thể vô hiệu hóa các hiệu ứng autostereoscopic tự động trên các máy mà trẻ nhỏ sử dụng. Chơi trò chơi 3D từng bị nghi ngờ là điều khiến một số game thủ bị nhức đầu.
Chủ tịch Nintendo of America Reggie Fils-Aimé đã trích dẫn một phần những mối quan tâm này là một trong những ảnh hưởng của Nintendo 2DS, một phiên bản khác của Nintendo 3DS không có chức năng 3D.

## Vấn đề pháp lý
Năm 2011, cựu nhân viên 58 tuổi của Sony là Tomita Seijiro, đã kiện Nintendo vi phạm một bằng sáng chế trên màn hình 3D, làm giảm sự cần thiết phải đeo kính 3D. Ngày 13 tháng 3 năm 2013, trọng tài liên bang Mỹ đã yêu cầu Nintendo trả cho ông khoản đền bù thiệt hại 30,2 triệu USD. Tuy nhiên, ngày 7 tháng 8 năm 2013, số tiền đó đã giảm xuống 50%, còn 15,1 triệu đô la vì con số ban đầu theo thẩm phán Jed Rakoff, một thẩm phán liên bang, là "về bản chất thật quá đáng" và "các bằng chứng trình bày tại phiên toà không được ủng hộ." Ông nói thêm rằng ban đầu khi đệ trình vào năm 2011, 3DS lúc này không mang lại lợi nhuận, do đó Nintendo đã kháng cáo không thành công. Ngày 11 tháng 12 năm 2013, Judge Rakoff quyết định Nintendo phải trả 1,82% giá bán buôn của mỗi máy bán được cho Tomita.
Ngày 17 tháng 7 năm 2015, Nintendo đã thắng một vụ kiện bằng sáng chế chống lại tám máy chơi trò chơi cầm tay của họ, gồm cả 3DS. Ban đầu do Nhóm nghiên cứu Quintal đệ trình sau khi bảo đảm bằng sáng chế cho một "hệ thống truy xuất thông tin trên máy vi tính" vào năm 2008.
Ngày 17 tháng 3 năm 2018, Tòa phúc thẩm Mỹ xác định Nintendo đã không vi phạm bằng sáng chế của Tomita.